# Farmacêutico

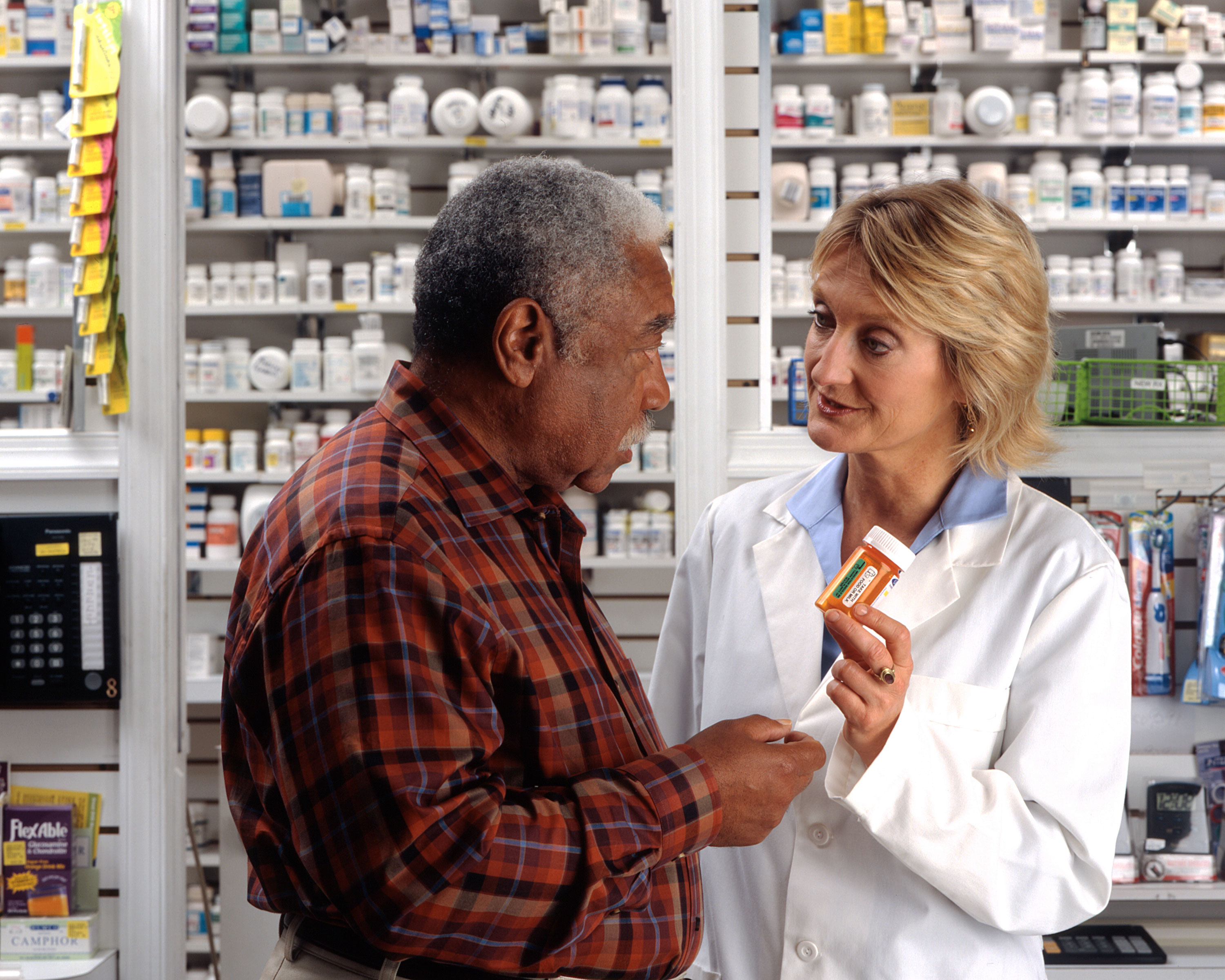
Um paciente consultando um farmacêutico.

Os farmacêuticos são profissionais da saúde de tradição milenar, sucessores dos boticários e apotecários. 
São o responsáveis por toda a cadeia produtiva do medicamento, desde a pesquisa básica e aplicada envolvida na descoberta dos fármacos e medicamentos, passando pela produção industrial até o paciente consumidor final, assegurando assim o uso seguro, racional e efetivo dos medicamentos.
Atualmente a profissão é marcada pelos conceitos de assistência farmacêutica e atenção farmacêutica A assistência farmacêutica engloba todo o ciclo do medicamento antes do uso pelo paciente, trazendo a preocupação com a saúde do usuário final para as etapas de pesquisa, desenvolvimento, produção, formulação, qualidade, conservação, transporte, distribuição e seleção, difusão de informações e educação continuada para profissionais da saúde e pacientes. Já atenção farmacêutica caracteriza-se pelo relacionamento direto entre farmacêutico e paciente visando o acompanhamento e uso racional da farmacoterapia, incluindo: atendimento farmacêutico (interação farmacêutico-paciente), fornecimento de medicamentos (dispensação), acompanhamento da farmacoterapia e intervenção farmacoterapêutica.
Apesar do foco da profissão ser o medicamento, houve também expansão de atuações, sempre com foco na saúde do usuário final, para atividades relacionadas a laboratórios de análises clínicas, a indústria de cosméticos e a indústria alimentícia entre outros, totalizando 135 especialidades diferentes.
De uma maneira geral, a profissão caracteriza-se mundialmente pelo seguinte núcleo de disciplinas e conhecimentos específicos :
- Serviços farmacêuticos (prática farmacêutica):  assistência farmacêutica e atenção farmacêutica, farmacoepidemiologia, farmacoeconomia, farmacovigilância.
- Obtenção e entendimento do modo de ação de fármacos: química farmacêutica, química medicinal, farmacognosia e farmacologia.
- Farmacotécnica e Tecnologia Farmacêutica: formulação, forma farmacêutica, produção industrial e magistral (manipulação).

Entre os ambientes de trabalho mais comuns encontra-se: Farmácias (comunitária, hospitalar, comercial, magistral), Drogarias, Indústria Farmacêutica, Laboratórios de análises clínicas entre outros.
No Brasil, não se deve confundir Farmacêutico com o Bioquímico. Por bastante tempo, os cursos de graduação em farmácia no Brasil denominaram-se Farmácia-Bioquímica, em errônea alusão à habilitação em análises clínicas. Isto gerou na sociedade, e mesmo nos meios acadêmicos, a falsa noção de que bioquímica seria sinônimo de análises clínicas e farmácia, algo totalmente equivocado e corrigido pelas reformas curriculares de Farmácia em 2002 e 2017 e pela criação do Bacharelado em Bioquímica no Brasil em 2001. De fato nos dias atuais, no Brasil e no mundo, farmacêuticos são profissionais da saúde e do medicamento, enquanto que bioquímicos são profissionais da química, sendo, portanto, profissões distintas e com cursos de graduação (licenciatura em Portugal) diferentes e separados entre si.

## História da Profissão

### História da profissão em Portugal

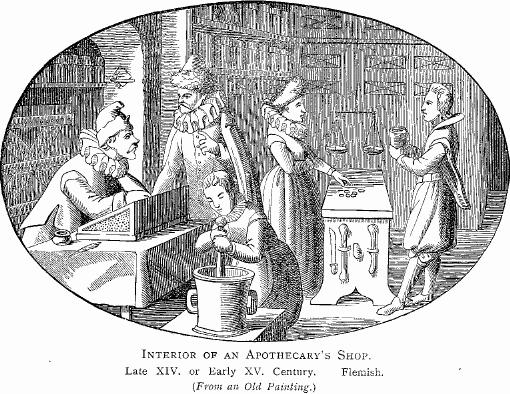
Uma botica.

Inicialmente os farmacêuticos eram designados por boticários, ou seja, aqueles que trabalhavam em boticas. Sabe-se da existência de boticários em Portugal desde o século XII.
O primeiro diploma referente à profissão farmacêutica que se conhece em Portugal data de 1338.
Reflectindo a importância do papel do boticário, Tomé Pires (c.1465 -1540), boticário de D. Manuel I, foi enviado para a Índia em 1511 como Feitor das Drogas em Cananor. A sua missão era analisar, seleccionar e adquirir as drogas orientais (muitas das especiarias tinham aplicações medicinais), destinadas às naus da Carreira da Índia no período dos descobrimentos.  A 27 de Janeiro de 1516, Tomé Pires enviou de Cochim um Rol de Drogas onde descreve de forma pioneira a origem das drogas asiáticas e explica a situação geográfica e política das terras mencionadas. A sua informação terá sido a primeira que forneceu pormenores sobre a sua origem, enumerando algumas características de drogas tão diversas como aljôfar, o aloés, a alquitira, o âmbar, o bálsamo, o bedélio, o cátamo aromático, a canafístula, a canela, a cânfora, o carpobálsamo, a casa línea, a erva lombrigueira, a escamónes, o espiquenardo, o esquinanto, o estoraque liquido, a galanga, a goma arábica, as gomas fétidas, o incenso, espódio, o lápis-lizúli, o linaloés, os mirabólanos, a mirra, a múmia, o ópio, a palha-de-meca, os rubis, o ruibarbo, o sal amoníaco, a sarcacola, o sene, os tamarindos, o tincar, a turbite, o xilo e a zedoária. Tomé Pires teve o propósito de esclarecer o rei de Portugal sobre a geografia vegetal exacta dos produtos em que era perito, anotando a qualidade, a proveniência, o valor e a maneira de os obter e comercializar. Este objectivo foi amplamente concretizado na Suma Oriental  que redigiu em Malaca e na Índia, entre 1512 e 1515. Destacou-se depois como o primeiro embaixador português na corte chinesa, sendo autor de Suma Oriental (1515), onde descreve as plantas, drogas medicinais do Oriente e além de aspectos medicinais E também exaustivamente todos os portos de comércio, de interesse potencial para os portugueses no Oceano Índico.

### História da profissão no Brasil
Os primeiros europeus, degradados, aventureiros, colonos entre outras figuras da sociedade que chegaram até o Brasil, deixados por Martim Afonso de Sousa, sem opção, tiveram que render-se aos tradicionais ensinamentos dos pajés, utilizando ervas naturais para o combate de suas chagas.
Medicamentos oficiais da Europa, só apareceram quando algum navio português, espanhol ou francês surgiam em expedição, trazendo o cirurgião barbeiro ou uma botica com diversas drogas e curativos.
Foi assim até a instituição do Governo-Geral, de Tomé de Sousa, que chegou na colônia com diversos religiosos, profissionais e entre eles Diogo de Castro, único boticário da grande armada, que possuía salário e função oficial. Os jesuítas acabaram assumindo funções de enfermeiros e boticários.
Inicialmente, todo medicamento vinha de Portugal já preparado. Todavia, as ações piratas do século XVI e a navegação dificultosa impediam a constância dos navios e era necessário fazer grande programação de uso, como ocorria em São Vicente e São Paulo. Devido a estes fatos, os jesuítas foram os primeiros boticários do Brasil, onde seus colégios abrigavam boticas. Nestas, era possível encontrar remédios do reino e plantas medicinais.
Em 1640 foi legalizado as boticas como ramo comercial. Os boticários eram aprovados em Coimbra pelo físico-mor, ou seu delegado, na então capital Salvador. Tais boticários, devido a facilidade de aprovação, eram pessoas de nível intelectual baixo, por vezes analfabetos, possuindo pouco conhecimento sobre os medicamentos. Comerciantes de secos e molhados se juntavam com boticários para sociedade e isto era prática comum na época.
Em 1744, o exercício da profissão passou a ser fiscalizado severamente, devido a reforma feita por Dom Manuel. Era proibido ilegalidades no comércio das drogas e medicamentos.
O ensino de farmácia só iniciou-se no Brasil em 1824; porém, ainda em 1809, o curso de medicina do Rio de Janeiro (cadeiras: Medicina, Química, Matéria Médica e Farmácia) era instituído e o primeiro livro daquela faculdade foi escrito por José Maria Bontempo, primeiro professor de farmácia do Brasil.

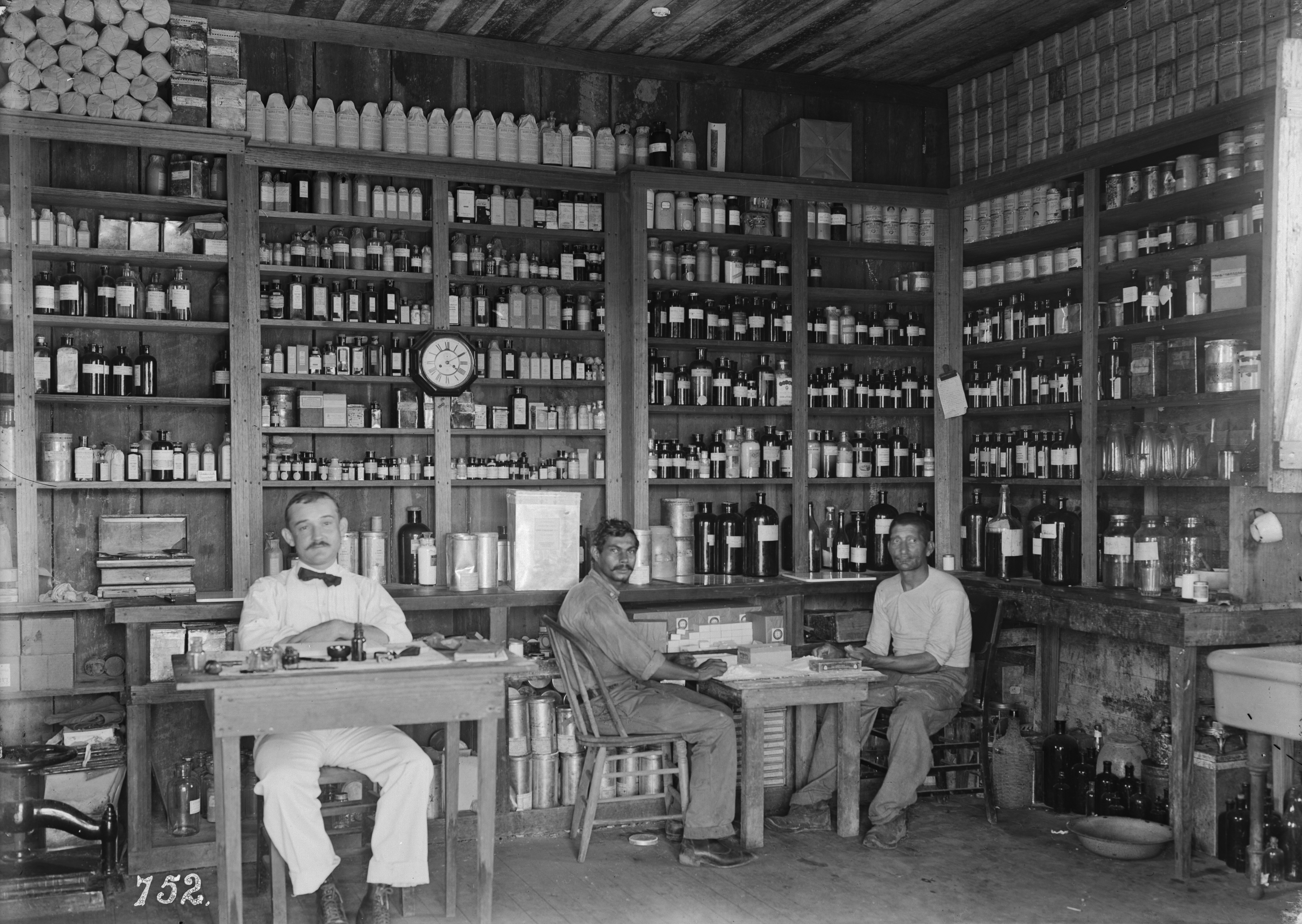
Vista Interna do Dispensário do Hospital Candelária, em Porto Velho (início do século XX).

Em 1825, ocorre a consolidação do curso com a criação da Faculdade de Farmácia da Universidade do Rio de Janeiro.
Muitos cursos então surgiram. E em 1857, através do decreto 2055, foi estabelecido condições para boticários não habilitados mantivessem suas boticas. Isto ocorreu devido à atitude dos legisladores, leigos em questões de farmácia.
Somente em 1886 é que o boticário deixa de existir e a figura do farmacêutico ganha força.
Para exercer a profissão de farmacêutico no Brasil é necessário estar escrito no Conselho Regional de Farmácia referente ao estado de atuação.
No Brasil é comemorado no dia 20 de janeiro por tradição o Dia do Farmacêutico. Esta data é alusiva à fundação da Associação Brasileira de Farmacêuticos (ABF) em 20 de janeiro de 1916 e que é comemorada desde 1942 mas que só foi oficializada em 2007 com a publicação da Resolução no. 460 de 23.03.2007 do Conselho Federal de Farmácia. Os farmacêuticos portugueses comemoram o Dia Nacional dos Farmacêuticos no dia 26 de setembro.

## História do ensino farmacêutico
A formação de um farmacêutico, começa com o curso superior (actualmente Graduação) em Ciências Farmacêuticas. Terminado o curso e inscrição como Farmacêutico na Ordem dos Farmacêuticos/Conselho Regional de Farmácia, no caso de Portugal ou Brasil,  são estas organizações profissionais que atribuem o título de farmacêutico. Então vem a especialização. A especialidade, é uma formação complementar, com duração variável (mínimo de 4 anos), à qual o farmacêutico concorre junto da Ordem dos Farmacêuticos, e onde se especializa numa determinada área de intervenção, durante uma formação continuada e supervisionada por um Farmacêutico Especialista (responsável pela especialização), no final o Farmacêutico obtém o título de Especialista numa determinada área de intervenção, com a agregação no Colégio dessa especialidade na Ordem dos Farmacêuticos. Atualmente existem os seguintes colégios de especialidade na Ordem dos Farmacêuticos: Análises Clínicas, Farmácia Hospitalar, Indústria Farmacêutica, Farmácia Comunitária e Assuntos Regulamentares.
Ao longo da sua vida profissional, os farmacêuticos, para manterem o seu título profissional e a autorização para exercer a sua profissão, têm obrigatoriamente (estabelecido em diploma legal) de fazer cursos de formação contínua, que lhe dão créditos (pontos) para a revalidação da carteira profissional e, se não obtiverem os créditos necessários, são excluídos da profissão.

#### História do ensino farmacêutico no Brasil
A história do ensino farmacêutico no Brasil, inicia-se em 1832, com a Faculdade de Farmácia no Rio de Janeiro associada à Faculdade de Medicina e Cirurgia, e é caracterizada pela tentativa de unificar o modelo educacional. O quadro do farmacêutico ligado somente a medicamentos começa a mudar. Em 1897, começa a funcionar em Porto Alegre a Escola Livre de Farmácia e Química Industrial.
Em 1956 o farmacêutico Julio Fernando Flavio obtém um mandato de segurança para ser responsável técnico de seu laboratório de análises clínicas. As alterações mais importantes neste contexto são os currículos estabelecidos em 1962 (parecer CFE 268 - aprovou o Parecer 268/62, fixando um novo
currículo de Farmácia, que num primeiro momento etapa formava o farmacêutico e na segunda o farmacêutico-bioquímico.) e de 1969, que regularam a graduação em farmácia até 2002. A década de 1980, foi palco de discussões entre os profissionais, em conjunto com a discussão sobre a sua formação devido ao Projeto de Saúde para todos no ano 2000, proposto pela Organização Mundial da Saúde - OMS. As Diretrizes Curriculares Nacionais de 2002 - DCN (resolução CNE/CES 02/2002) regulamentaram a formação do farmacêutico com o foco de ser um profissional de saúde e atuar também no Sistema Único de Saúde.

##### O início
| Período | Disciplinas |
| ------- | --- |
| 1°      | Física médica, botânica médica e princípios elementares de zoologia                                                           |
| 2°      | Botânica médica e princípios elementares de zoologia, química médica e princípios elementares de mineralogia                  |
| 3°      | Botânica médica e princípios elementares de zoologia; matéria médica, especialmente a brasileira; farmácia e arte de formular |

##### Reformas dos anos 1920
Três  grandes reformas reformularam o ensino farmacêutico no início do século XX: Reforma de Epitácio Pessoa, em 1901, diminuiu o tempo do curso de Farmácia para 2 anos; Reforma de Rivadavia Correa, em 1911, definiu que o curso voltaria a ter três anos de duração; Reforma de Rocha Vaz, em 1925, o curso passou a ter quatro anos, com conteúdo voltado para a produção industrial de medicamentos, análises microbiológicas e a legislação farmacêutica. Após a Segunda Guerra Mundial, ocorreu grande industrialização e compromisso do Estado com a saúde. Desta forma o medicamento industrializado ganhou lugar das fórmulas manipuladas pelo farmacêutico. Esta conjuntura, possibilitou o atendimento personalizado do farmacêutico em detrimento ao arcaico boticário.
| Período | Disciplinas |
| ------- | --- |
| 1°      | Física, química geral e mineral; botânica geral e sistemática aplicada à farmácia                                        |
| 2°      | Química orgânica e biológica; zoologia geral e parasitologia; farmácia galênica                                          |
| 3°      | Microbiologia; química analítica, e farmacognosia                                                                        |
| 4°      | Biologia geral e fisiologia; química toxicológica e bromatológica, higiene e legislação farmacêutica, e farmácia química |

##### Reformas dos anos 1960

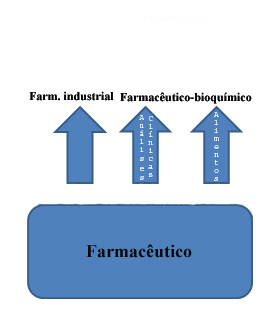
Formação de farmacêuticos bioquímicos de 1969 (clique para ampliar).

Em 1961, a Lei 4.024 de 20 de dezembro, define as Diretrizes e Bases da Educação Nacional. E em 1962 o currículo mínimo de farmácia é redefinido, formando um profissional habilitado para exames laboratoriais e indústria farmacêutica.
| “ | Não basta ao Brasil de nossos dias a figura tradicional do farmacêutico encarregado da Farmácia comercial. Torna-se imperioso preparar os cientistas e os técnicos capazes de dirigir e fazer prosperar uma indústria farmacêutica que faturou cinquenta bilhões de cruzeiros em 1961. | ” |
|   | — (Parecer 268/62, 1962). |   |

Esta forma de ensino acabou por fragmentar o conhecimento, e a discussão ganhou corpo. No ano de 1965, Ministro da Educação recomendou ao CFE para acabar com o curso de farmácia e ser feito em escolas de química. Mesmo assim, este currículo continuou até o fim dos anos 1960.
O parecer Parecer nº 287/69, estabeleceu um novo currículo, tornando a farmácia distante do farmacêutico. Possuía três ciclos, onde no último escolhia a habilitação bioquímica ou industrial.
| Objetivo | Ano     | Disciplinas |
| --- | ------- | --- |
| Tronco comum | 1° e 2° | Química Analítica, Química orgânica, Bioquímica, Física, Botânica, Anatomia, Fisiologia, Parasitologia, Microbiologia, Farmacognosia |
| Conclusão do curso de farmacêutico/farmacêutico-bioquímico                                                                              | 3°      | Farmacotécnica, Química Farmacêutica, Economia Farmacêutica, Higiene e Saúde Pública e Deontologia e Legislação Matemática e Estatística, Físico-Química, Química Orgânica, Química Analítica, Radioquímica e Bioquímica |
| Indústria de alimentos e farmacêutica/ Controle de medicamentos e análise de alimentos Química terapêutica Laboratório de saúde pública | 4°      | Tecnologia Geral; Bromatologia; Tecnologia dos Alimentos, Tecnologia Farmacêutica, Economia Farmacêutica e Microbiologia e Enzimologia Industriais Análise Bromatológica Controle Químico e Biológico de Medicamentos Química Farmacêutica, Fitoquímica, Farmacodinâmica, Quimioterapia experimental e Toxicologia Química Legal e Toxicológica, Química Bromatológica, Exames Parasitológicos, Microbiológicos e Hematológicos |

##### Farmacêutico generalista
O farmacêutico generalista surgiu após vários encontros internacionais que tratavam dos cuidados primários de saúde e seis seminários nacionais sobre currículo de farmácia até que estabeleceu-se uma proposta de reformulação do ensino farmacêutico em 1990 e as novas diretrizes curriculares em 2002.As Diretrizes Curriculares Nacionais de 2002 - DCN (resolução CNE/CES 02/2002) regulamentaram a formação do farmacêutico com o foco de ser um profissional de saúde e atuar também no Sistema Único de Saúde.
A implementação das novas diretrizes passa por uma mudança na filosofia do ensino de farmácia, até então centrados em habilidades tecnológicas, para oferecer habilidades generalistas, humanistas, com capacidade de avaliar crítica e humanisticamente a sociedade em seus aspectos biopsicossociais, trabalhar com a comunidade a sua função social, atuar em todos os níveis de atenção à saúde, com rigor científico e intelectual, participar e lutar por uma Política Nacional de Assistência Farmacêutica.
Com estas mudanças introduzidas nas reformas curriculares de 2002 e 2017 o Farmacêutico é consagrado como profissional da saúde que trabalha com o fármaco e o medicamento nos aspectos social, científico e tecnológico, sempre em função da saúde humana e no Brasil, tendo o ensino direcionado  à saúde pública. Recentemente, em Outubro/2017, uma nova reforma nas Diretrizes Curriculares Nacionais foi proposta, destacando a formação do farmacêutico em 3 eixos: 1-Cuidados com Saúde 2-Tecnologia e Inovação em Saúde 3- Gestão em Saúde. A distribuição do tempo de teoria de estudo deverá ser 50% no eixo 1, 40% no eixo 2 e 10% no eixo 3. Já a distribuição do tempo de estudo prático, em estágios, deverá ser 60% relacionados a assistência farmacêutica, fármacos e medicamentos, 30% em análises clínicas e 10% em especificidades regionais. Dessa forma, consagra-se os conceitos de assistência farmacêutica e atenção farmacêutica A assistência farmacêutica engloba todo o ciclo do medicamento antes do uso pelo paciente, trazendo a preocupação com a saúde do usuário final para as etapas de pesquisa, desenvolvimento, formulação, qualidade, conservação, transporte, distribuição e seleção, difusão de informações e educação continuada para profissionais da saúde e pacientes. Já atenção farmacêutica caracteriza-se pelo relacionamento direto entre farmacêutico e paciente visando o acompanhamento e uso racional da farmacoterapia, incluindo: atendimento farmacêutico (interação farmacêutico-paciente), fornecimento de medicamentos (dispensação), acompanhamento da farmacoterapia e intervenção farmacoterapêutica.
Um exemplo de atuação em cuidados com saúde é a assistência farmacêutica e  a dispensação de medicamentos (no balcão de farmácias e drogarias),visando o uso racional do medicamento e o acompanhamento da farmacoterapia do paciente, onde se pode citar principalmente, a orientação farmacêutica e a interação entre farmacêutico, paciente e demais profissionais da área de saúde.
As reformas curriculares de 2002 e 2017 vieram a corrigir um equívoco da reforma de 1969: Por bastante tempo, os cursos de graduação em farmácia no Brasil denominaram-se Farmácia-Bioquímica, em errônea alusão à habilitação em análises clínicas. Isto gerou na sociedade, e mesmo nos meios acadêmicos, a falsa noção de que bioquímica seria sinônimo de análises clínicas e farmácia, algo totalmente equivocado. Alguns dos antigos farmacêuticos-industriais e farmacêuticos-bioquímicos que preferiam o ensino centrado em habilidades tecnológicas, com menos inserção de habilidades humanistas e de saúde pública, preferiram fomentar a criação dos bacharelados em Bioquímica, a exemplo do que ocorre em diferentes países da europa, américa latina e EUA.
De uma maneira geral, a profissão caracteriza-se mundialmente pelo seguinte núcleo de disciplinas e conhecimentos específicos :
- Serviços farmacêuticos (prática farmacêutica):  assistência farmacêutica e atenção farmacêutica, farmacoepidemiologia, farmacoeconomia, farmacovigilância.
- Obtenção e entendimento do modo de ação de fármacos: química farmacêutica, química medicinal, farmacognosia e farmacologia.
- Farmacotécnica e Tecnologia Farmacêutica: formulação, forma farmacêutica, produção industrial e magistral (manipulação).

Para tal, de acordo com as Diretrizes Curriculares Nacionais brasileiras para o curso de Farmácia, é necessário o conhecimento de base relacionado a:
- Ciências biomédicas básicas a aplicadas: Anatomia humana, embriologia humana, histologia, genética, fisiologia, imunologia geral e clínica, patologia, microbiologia geral e clínica, micologia, virologia, hematologia clínica, parasitologia geral e clínica, biofísica, botânica biologia molecular, contemplando as bases moleculares e celulares, a organização estrutural de protistas, fungos e vegetais de interesse farmacêutico, os processos fisiológicos, patológicos e fisiopatológicos da estrutura e da função dos tecidos, dos órgãos, dos sistemas e dos aparelhos, e o estudo de agentes infecciosos e parasitários, dos fatores de risco e de proteção para o desenvolvimento de doenças, aplicadas à prática, dentro dos ciclos de vida;[1][5][6][7][8][9]
- Ciências da saúde: epidemiologia, higiene social, saúde coletiva, contemplando o campo da saúde coletiva, a organização e a gestão de pessoas, de serviços e do sistema de saúde, programas e indicadores de qualidade e segurança dos serviços, políticas de saúde, legislação sanitária, bem como epidemiologia, comunicação, educação em saúde, práticas integrativas e complementares, que considerem a determinação social do processo saúde-doença;[1][5][6][7][8][9]
- Ciências exatas básicas: estatística, química geral, química orgânica, química inorgânica, química analítica qualitativa e quantitativa, análise orgânica, química farmacêutica, matemática aplicada à farmácia, físico-química, contemplando os campos das ciências químicas, físicas, matemáticas, estatísticas e de tecnologia de informação, que compreendem seus domínios teóricos e práticos, aplicados às ciências farmacêutica;[1][5][6][7][8][9]
- Ciências humanas e sociais aplicadas: administração/economia, deontologia/legislação farmacêutica, Gestão de Empresas Farmacêuticas, ética e bioética, integrando a compreensão dos determinantes sociais da saúde, que consideram os fatores sociais, econômicos, políticos, culturais, de gênero e de orientação sexual, étnico-raciais, psicológicos e comportamentais, ambientais, do processo saúde-doença do indivíduo e da população.[1][5][6][7][8][9]

## Símbolos e juramento
Juramento
| “ | Prometo que, ao exercer a profissão de Farmacêutico, mostrar-me-ei sempre fiel aos preceitos da honestidade, da caridade e da ciência. Nunca me servirei da profissão para corromper os costumes ou favorecer o crime. Se eu cumprir este juramento com fidelidade, gozem, para sempre, a minha vida e a minha arte, de boa reputação entre os homens. Se dele me afastar ou infringi-lo, suceda-me o contrário. | ” |
|   | — Juramento de farmácia por Hipócrates. |   |

A cobra enrolada na taça

Cálice de Hígia, símbolo dos farmacêuticos.

A serpente representa a sabedoria, o poder, a ciência e a transmissão do conhecimento transmitido com sabedoria; a taça representa a cura.
Beca e anel
A faixa da beca é amarela e significa saúde, perseverança, naturalidade, limpeza, juventude, e natureza. Esta cor estimula o equilíbrio e a cura. A pedra utilizada é o topázio imperial amarelo, que significa sabedoria e ativa o intelecto, comunicação, atenção aos detalhes, disciplina e atenção como um todo.

## Alguns farmacêuticos na história mundial

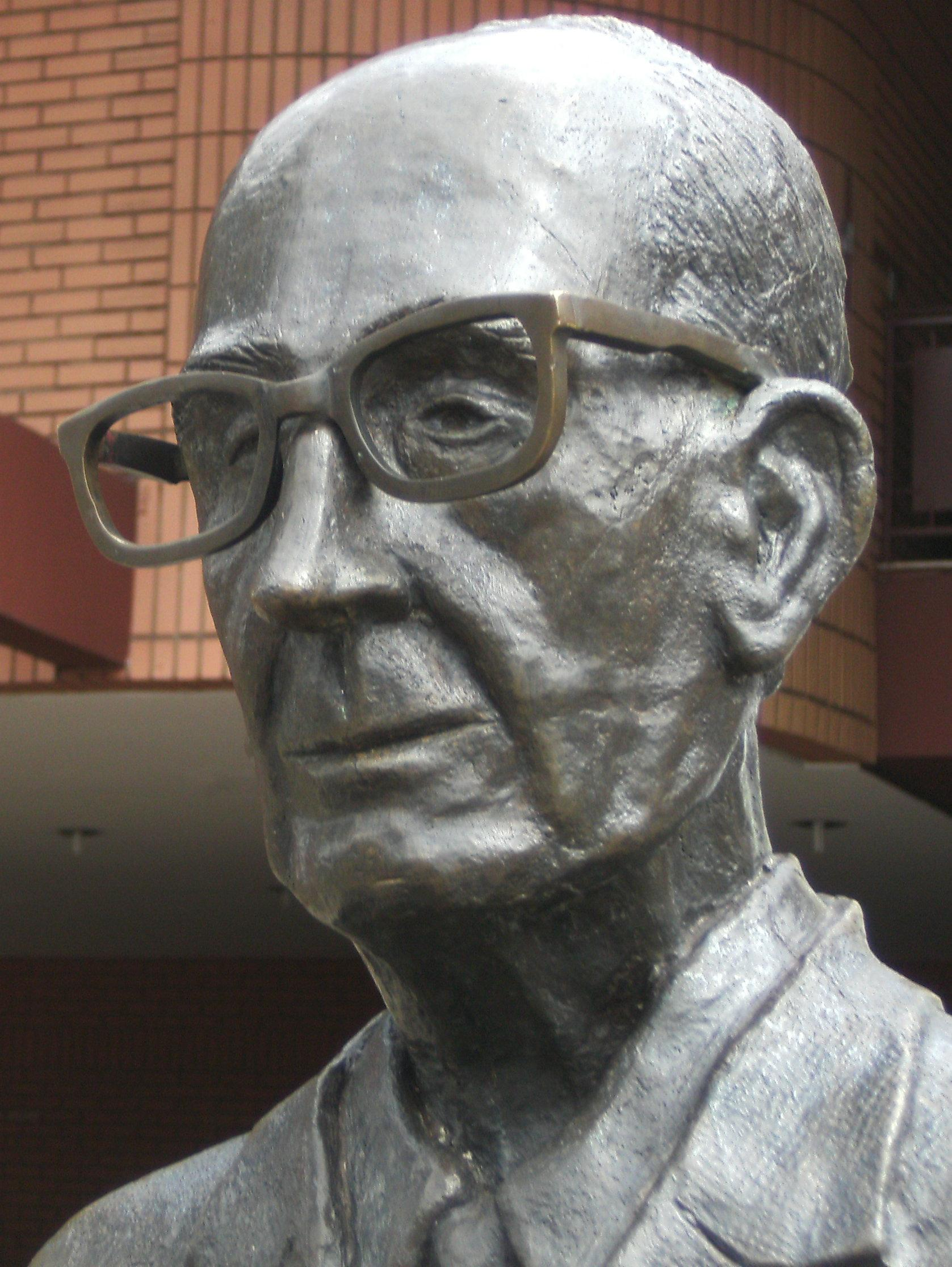
Carlos Drummond de Andrade, além de notável escritor, foi diplomado farmacêutico
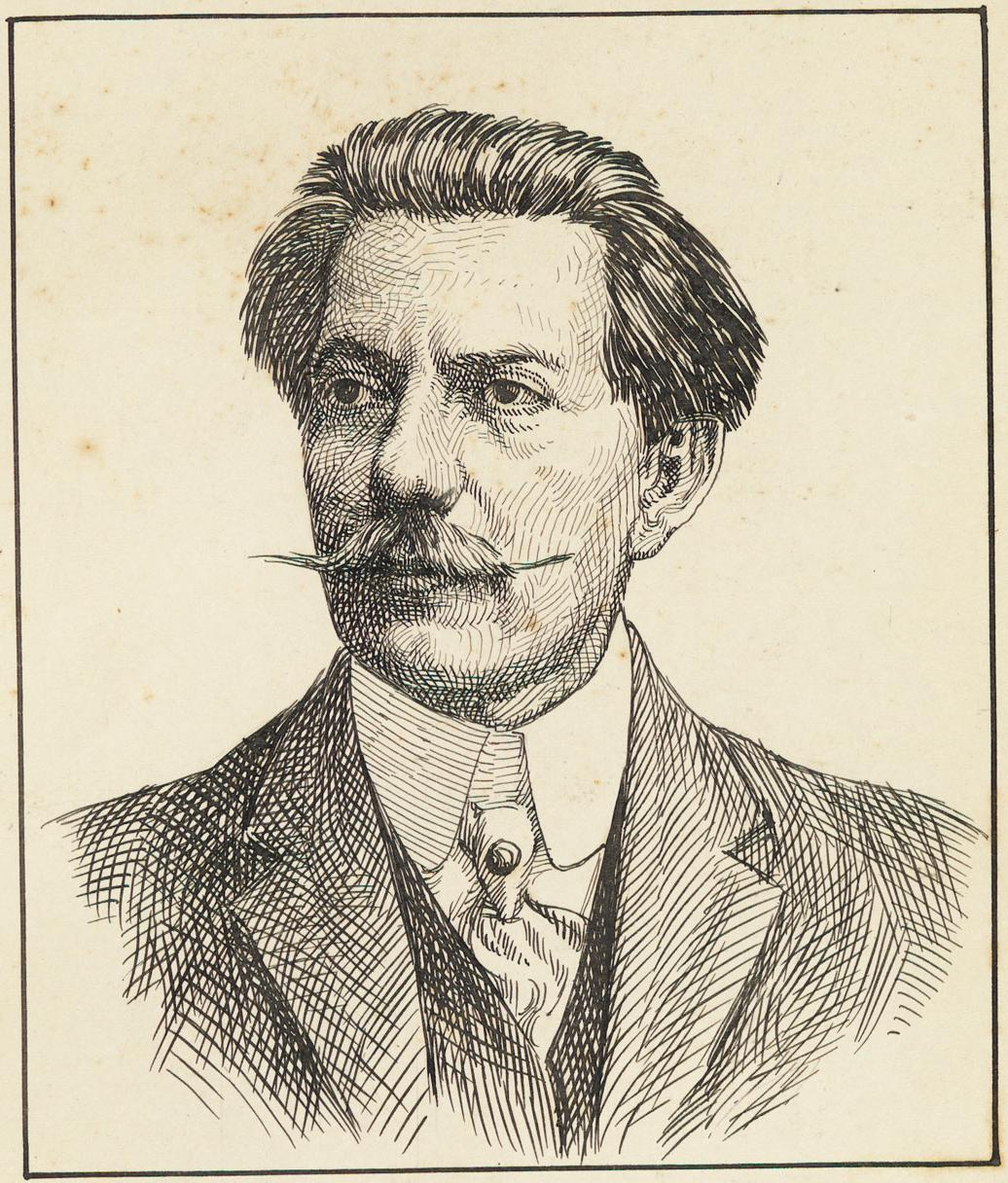
Alberto de Oliveira, Imortal fundador da Academia Brasileira de Letras
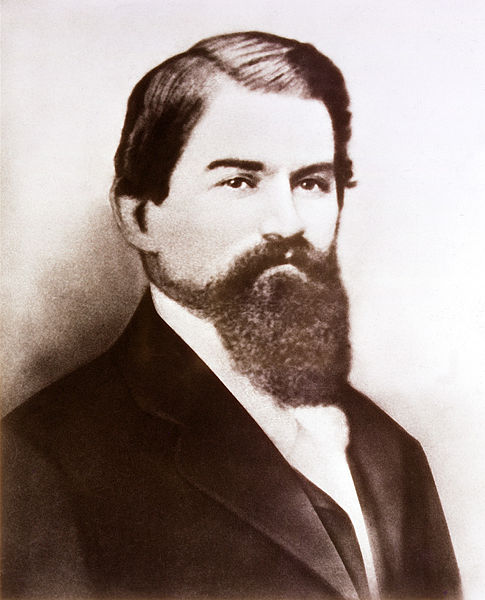
John Pemberton, farmacêutico responsável pela criação da fórmula da Coca-Cola
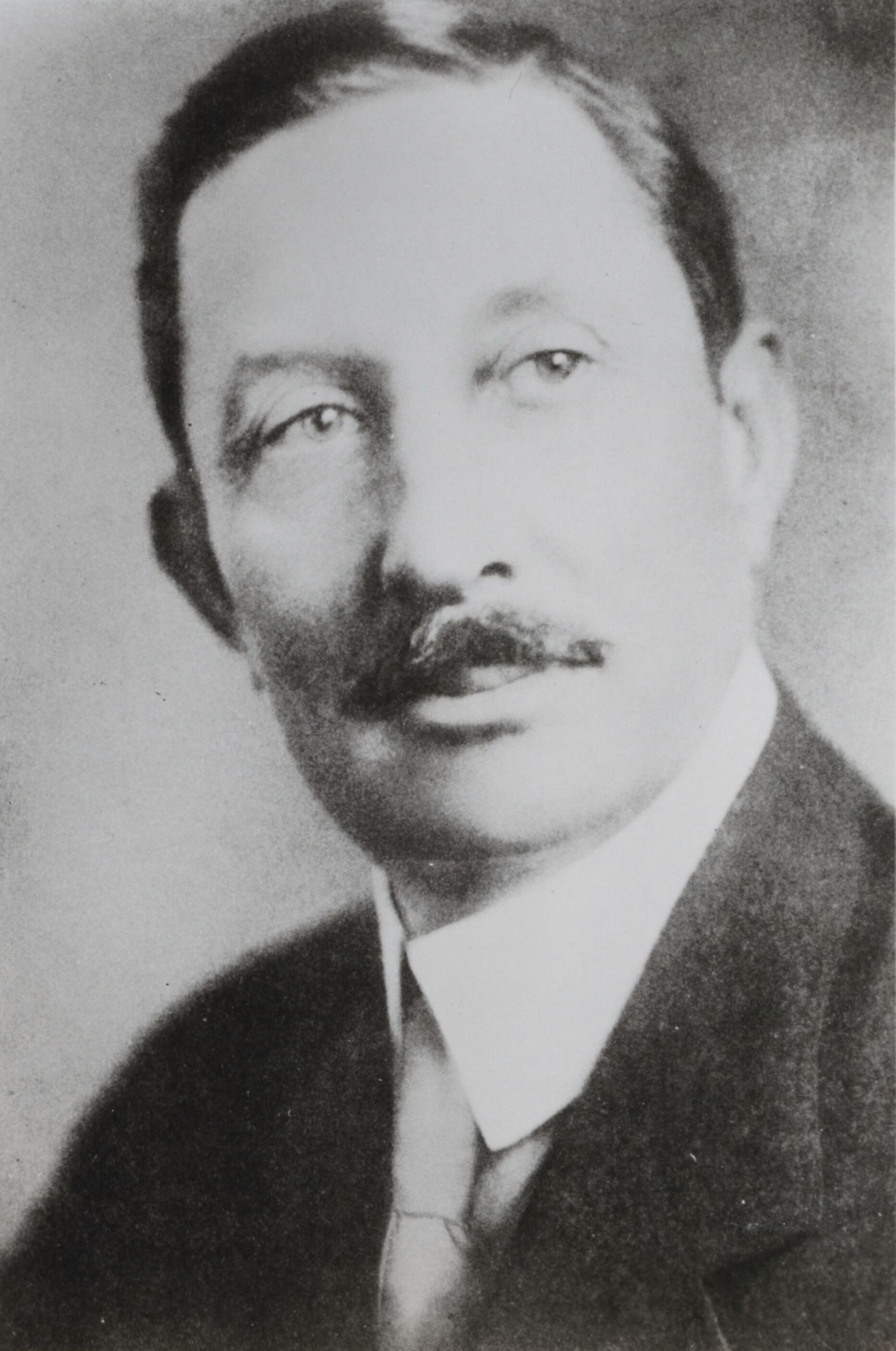
Caleb Bradham, desenvolvedor da fórmula da Pepsi.
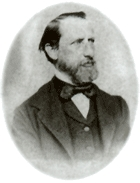
Henri Nestlé, responsável pela criação da farinha láctea Nestlé e fundador da multinacional de mesmo nome
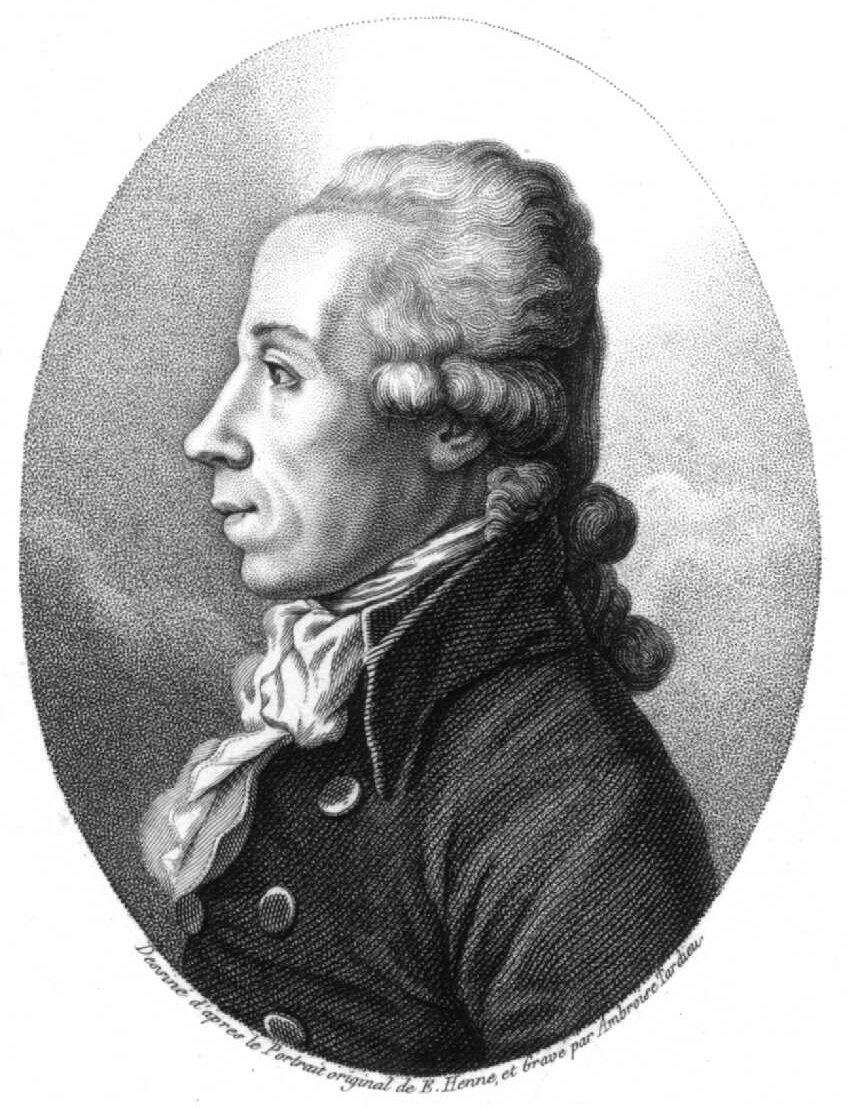
Martin Heinrich Klaproth, descobriu os elementos químicos, urânio, zircônio e titânio.
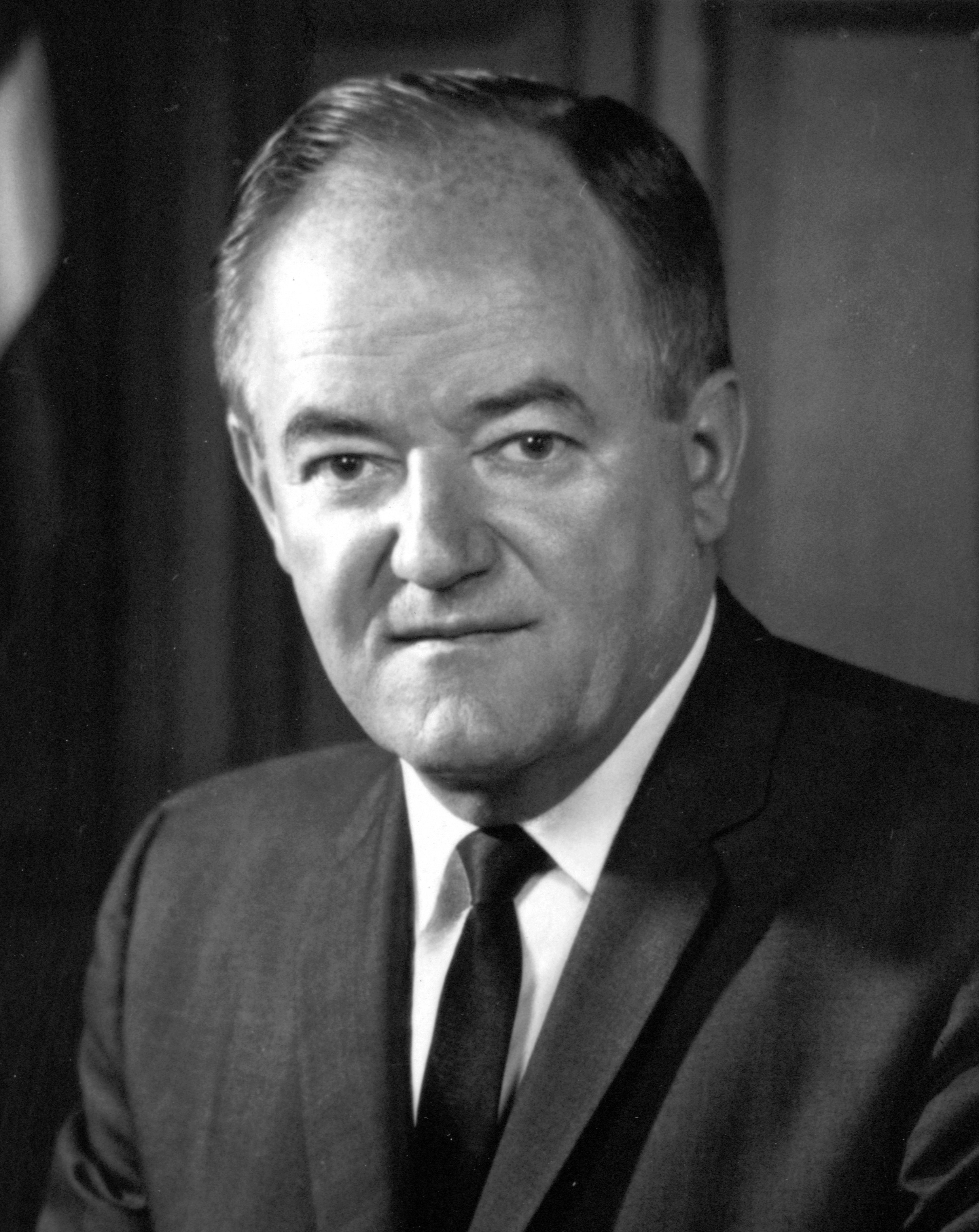
Hubert Humphrey, 38° Vice-presidente dos Estados Unidos
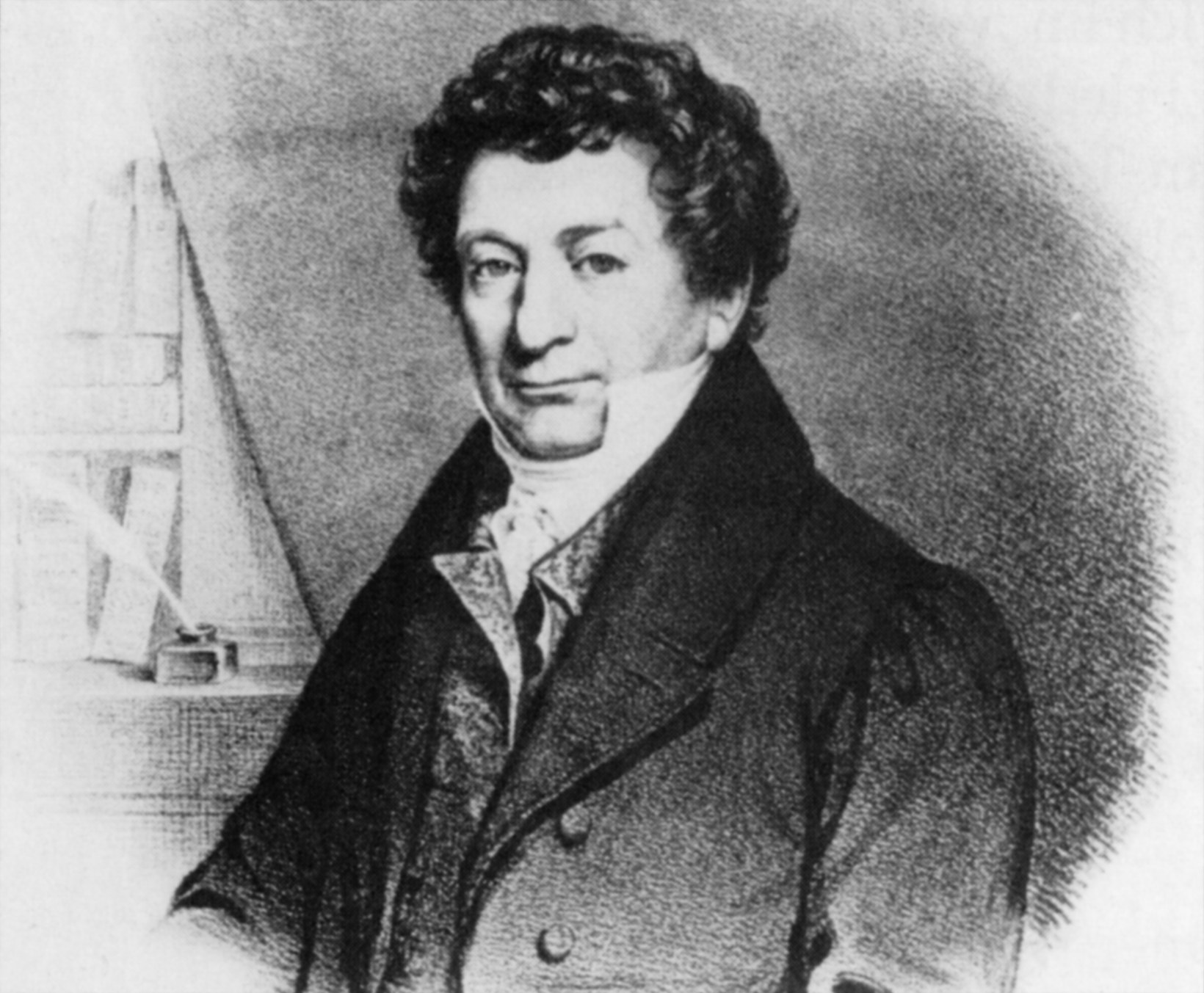
Friedrich Wilhelm Adam Sertürner, descobriu a morfina em 1805

## O profissional

### Papel do farmacêutico na sociedade

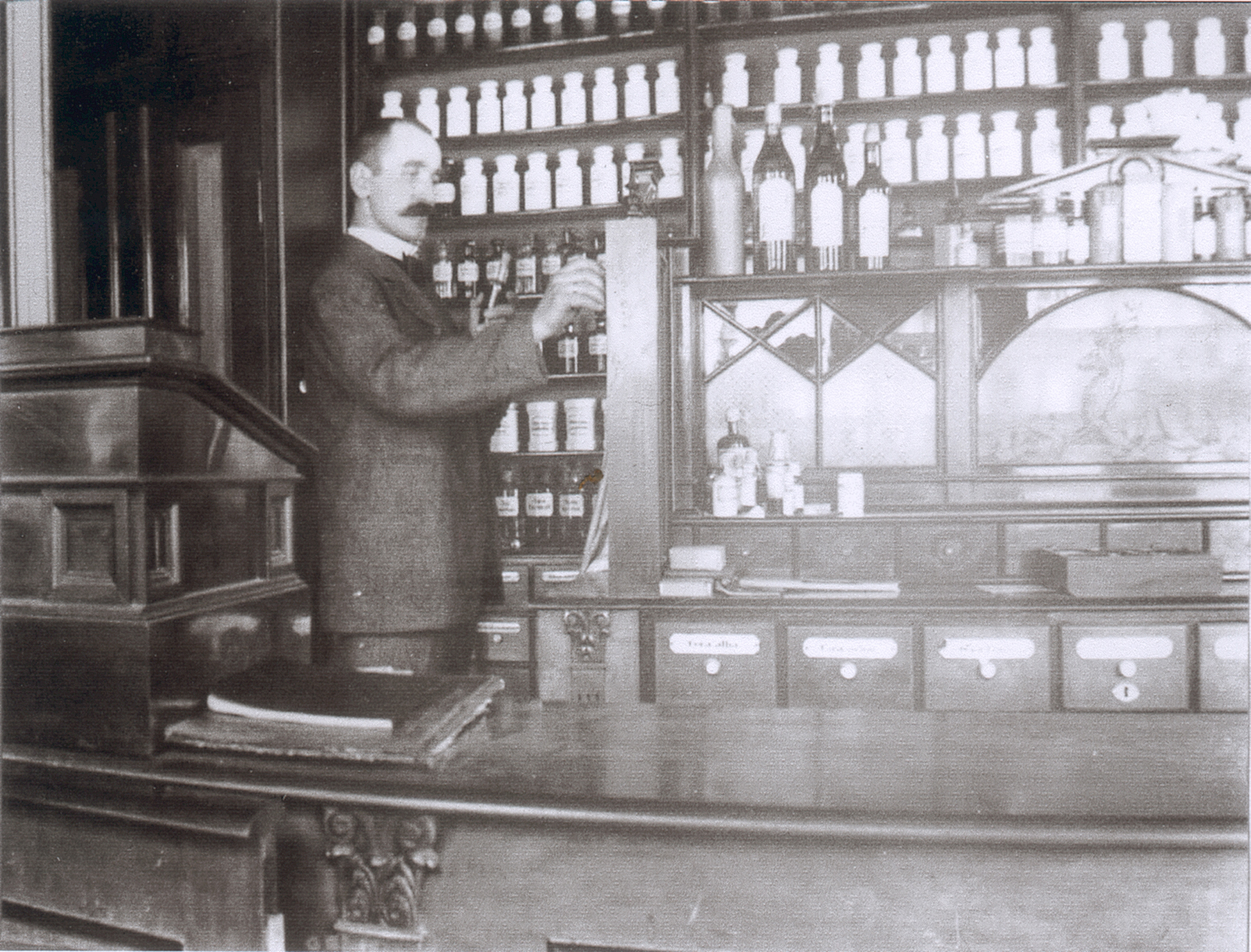
Um boticário, termo utilizado no passado para referir-se ao farmacêutico.

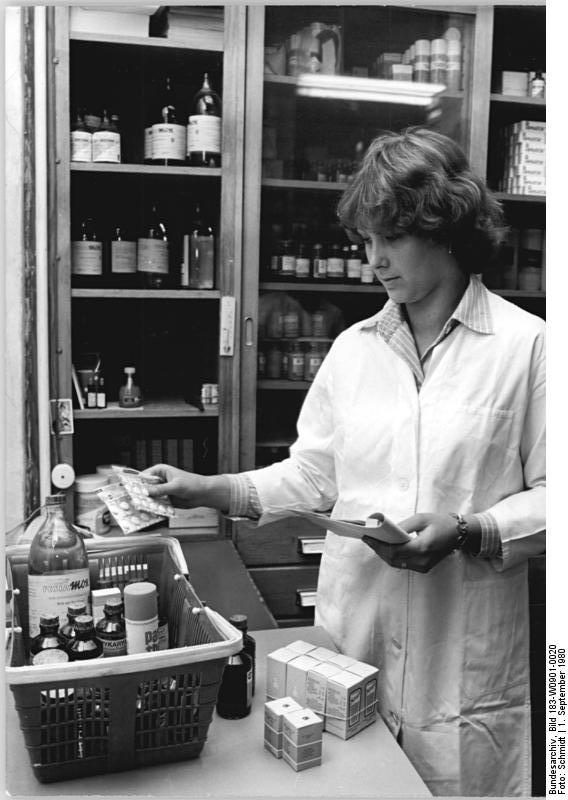
Uma farmacêutica alemã.

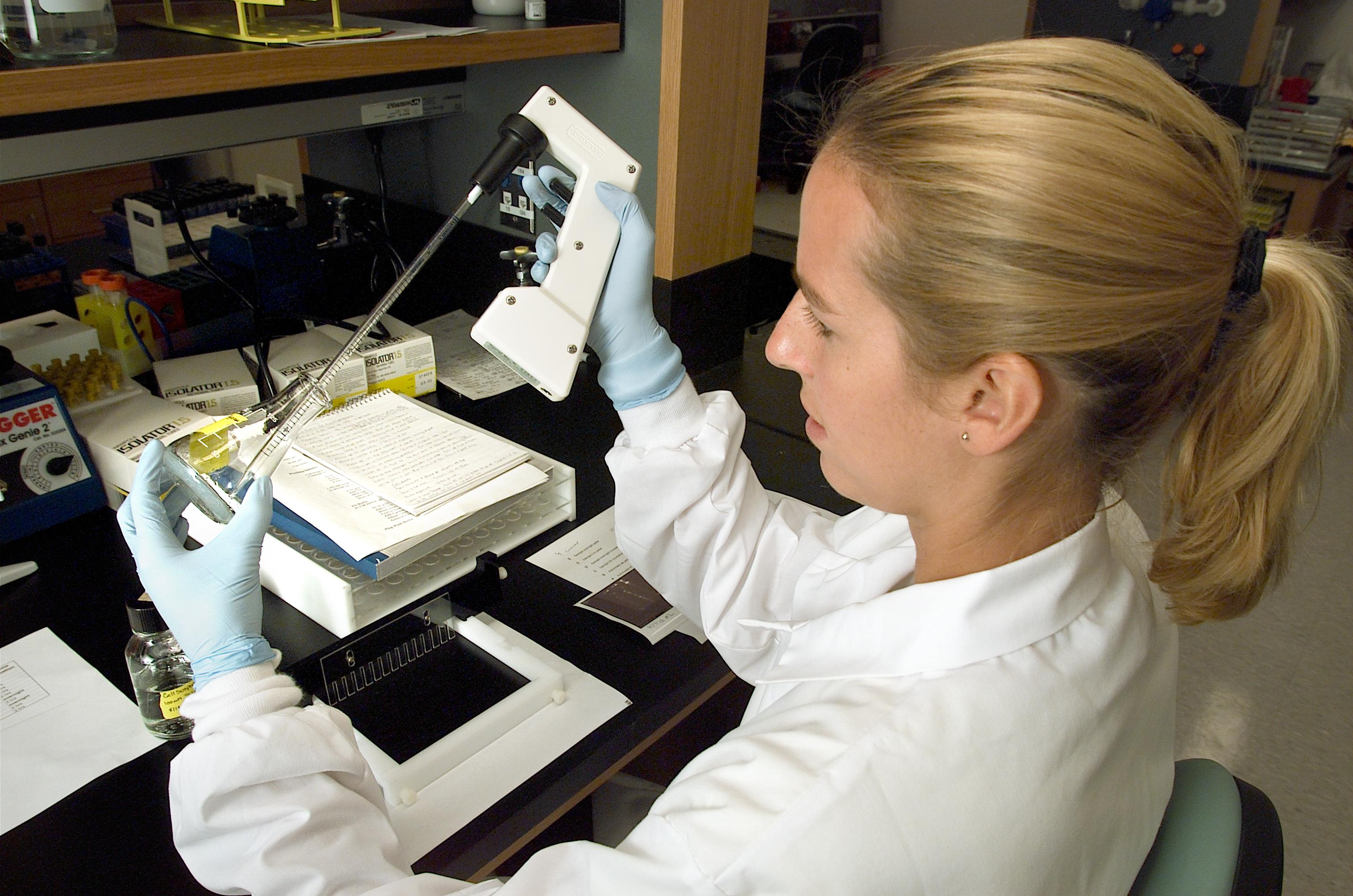
Uma farmacêutica microbiologista.

No ano de 1997, a Organização Mundial da Saúde, divulgou uma documentação sobre qualidades gerais que o farmacêutico deve possuir (The role of the pharmacist in the health care system - O papel do
farmacêutico no sistema de atenção à saúde) Estas qualidades, em número total de 7, deu o nome ao profissional 7 estrelas, são elas:
- Prestador de serviços farmacêuticos em uma equipe de saúde;
- Capaz de tomar decisões;
- Comunicador;
- Líder;
- Gerente;
- Atualizado permanentemente;
- Educador.

| “ | O papel do farmacêutico no mundo é tão nobre quão vital. O farmacêutico representa o órgão de ligação entre a medicina e a humanidade sofredora. É o atento guardião do arsenal de armas com que o médico dá combate às doenças. É quem atende às requisições a qualquer hora do dia ou da noite. O lema do farmacêutico é o mesmo do soldado: servir. Um serve à pátria; outro serve à humanidade, sem nenhuma discriminação de cor ou raça. O farmacêutico é um verdadeiro cidadão do mundo. Porque por maiores que sejam a vaidade e o orgulho dos homens, a doença os abate - e é então que o Farmacêutico os vê. O orgulho humano pode enganar todas as criaturas: não engana ao farmacêutico. O farmacêutico sorri filosoficamente no fundo do seu laboratório, ao aviar um receita, porque diante das drogas que manipula não há distinção nenhuma entre o fígado de um Rothschild e o do pobre negro da roça que vem comprar 50 centavos de maná e sene. | ” |

### Assistência farmacêutica
A assistência farmacêutica é um conceito que engloba o conjunto de práticas voltadas à saúde individual e coletiva, tendo o medicamento como insumo essencial. São os farmacêuticos responsáveis por prestar o conhecimento do uso de medicamentos de forma racional.
A Resolução n° 338, de 6 de maio de 2004 do Conselho Nacional de Saúde do Brasil, diz que a assistência farmacêutica é conjunto de ações voltadas à promoção, à proteção, e à recuperação da saúde, tanto individual quanto coletiva, tendo o medicamento como insumo essencial, que visa promover o acesso e o seu uso racional; esse conjunto que envolve a pesquisa, o desenvolvimento e a produção de medicamentos e insumos, bem como a sua seleção, programação, aquisição, distribuição, dispensação, garantia da qualidade dos produtos e serviços, acompanhamento e avaliação de sua utilização, na perspectiva da obtenção de resultados concretos e da melhoria da qualidade de vida da população.

### Ambientes de trabalho do farmacêutico

#### Análises clínicas

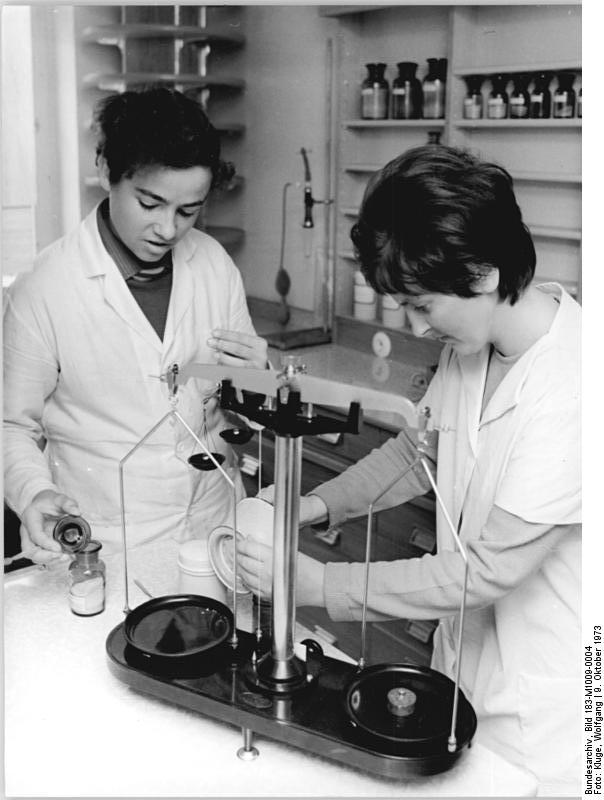
Farmacêuticas trabalhando no laboratório.

De acordo com o Cadastro Nacional de Estabelecimentos em Saúde do Ministério da Saúde, existiam até 2007, 12.000 laboratórios de análises clínicas no Brasil. Deste total, em 2008, 5.525 laboratórios de análises clínicas tinham como proprietário um farmacêutico. Fora isto, muitos farmacêuticos atuam em análises clínicas, porém não são proprietários de laboratório.
O farmacêutico, quando está no ramo dos laboratórios de análises clínicas, atua na realização de exames toxicológicos, laboratoriais, gerenciamento de laboratórios, assessoria em análises clínicas, pesquisa e extensão, garantia e controle de qualidade dos laboratórios de análises clínicas, magistério superior e planejamento e gestão no setor.
Dentre os conhecimentos importantes desta área, valem destacar: bioquímica básica e clínica, hematologia clínica e suas subclasses, tais como coagulação e imuno-hematologia, microbiologia básica e clínica, imunologia básica e clínica, endocrinologia básica e clínica; conhecimento dos líquidos biológicos e derrames cavitários, tais como urina, líquido cefalorraquidiano, esperma, entre outros, parasitologia básica e clínica, micologia básica e clínica, citologia clínica, biologia molecular, controle interno e externo da qualidade laboratorial, fisiologia humana, química analítica e instrumental, toxicologia ocupacional, toxicologia forense e toxicologia ambiental.
Durante sua formação e em sua carreira, o farmacêutico tem conhecimentos aplicados  na execução da análise no laboratório e na farmácia comunitária ou comercial, no ato de dispensar o medicamento, quando poderá fazer interpretações dos resultados do exame laboratorial ou análise de alimentos, orientando ao paciente as consequências do uso do medicamento, adesão ao tratamento e recuperação de sua saúde, realizando assim uma assistência farmacêutica adequada. No laboratório, o farmacêutico prestará orientação sobre a utilização de medicamentos e sua influência nos exames. Ácido acetilsalicílico e corticosteróides são exemplos de medicamentos que podem influenciar no resultado, dificultando a decisão do médico clínico. Exemplos deste caso, são a administração de isotretinoína, utilizada no tratamento da acne, altamente teratogênico, que necessita de avaliação do hemograma, triglicerídeos, transaminases e fração beta do hormônio coriogonadotrófico. Medicamentos como o ácido nicotínico, fibratos, estatinas, vastatinas sempre estão juntos dos exames de colesterol total, HDL, LDL, VLDL e triglicerídeos.

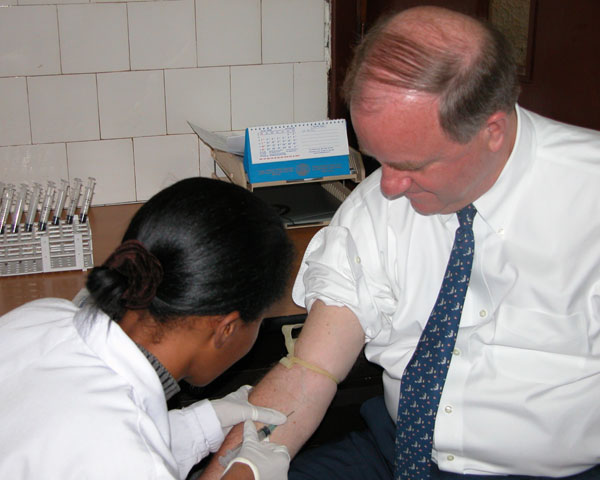
Além de coletar o sangue, o farmacêutico pode analisá-lo e aplicar seus conhecimentos na assistência farmacêutica.

O farmacêutico português é ligado às análises clínicas, desde os  séculos XVIII e XIX. Em 1959, foi criado o Curso de Aperfeiçoamento em Análises Químico-Biológicas, na Faculdade de Farmácia da Universidade do Porto e outros nos anos de 1970 e 1974 em Lisboa e Coimbra.
Em Portugal, o Decreto-Lei.29/81 de 24 de junho de 1981, possibilitou a carreira de técnico superior de saúde, que criou diversas licenciaturas, assim diversos ramos surgiram, incluindo o farmacêutico e laboratorial. Depois, a partir de 1988, foi reformulado a carreira de técnico superior de saúde, aumentando o número de disciplinas para atuar em laboratório.

##### Principais exames realizados
| - Hematológicos; - Citológicos; - Toxicológicos; | - Imunológicos; - Parasitológicos; - Microbiológicos; | - Biologia molecular; - Bioquímicos. |

#### Hospitais

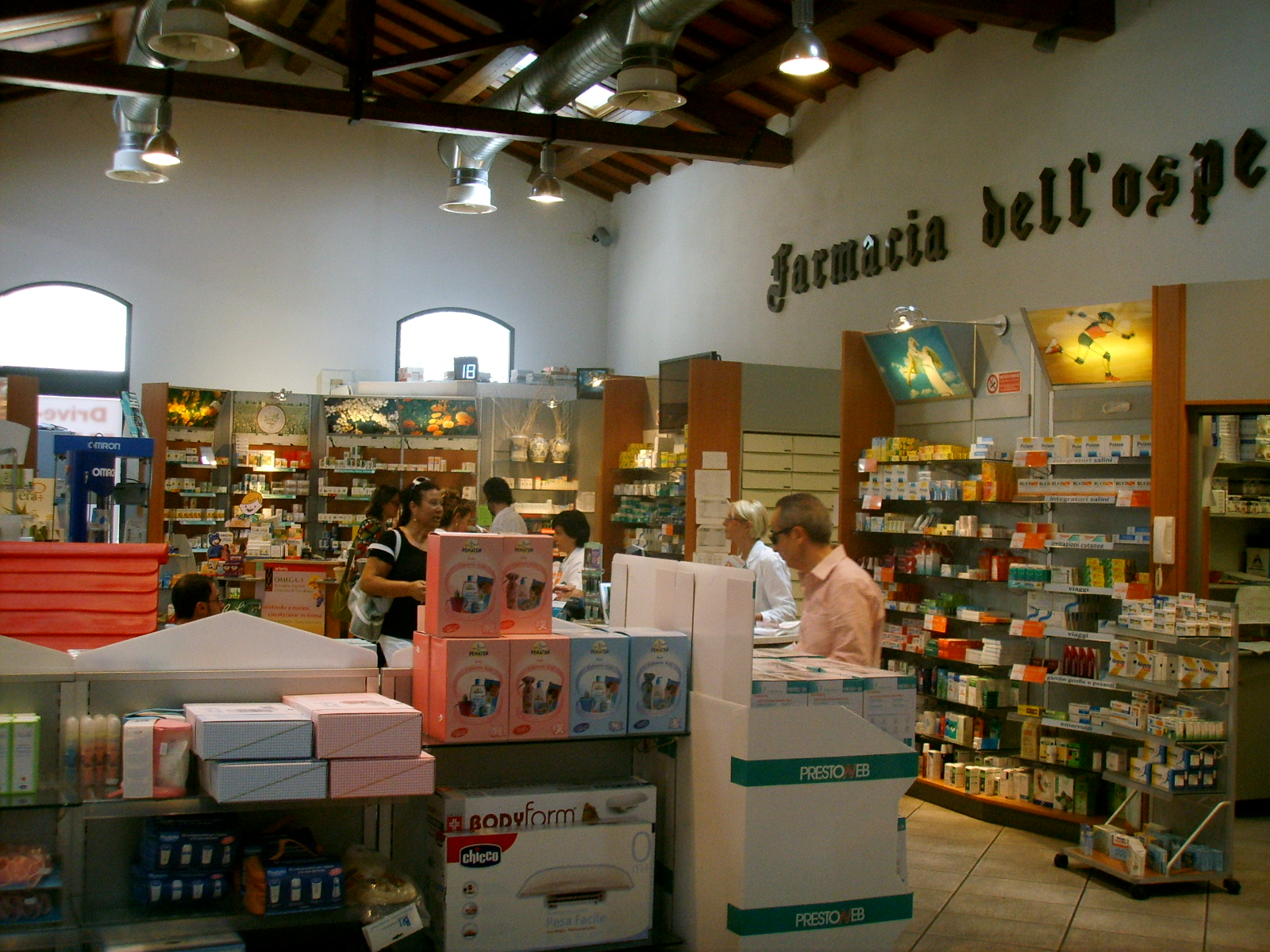
Detalhe de uma farmácia localizada dentro de um hospital na Itália (Prato).

O farmacêutico hospitalar é o responsável pelas atividades da farmácia de um hospital. Tem as funções básicas de selecionar (padronizar), requisitar, receber, armazenar, dispensar (conforme a evolução do sistema, em dose coletiva, individual ou unitária) e controlar os medicamentos (tanto os controlados por lei, quanto os antimicrobianos), observando os ensinamentos da farmacoeconomia, farmacovigilância e das boas práticas de armazenamento e dispensação. Em hospitais onde há serviços de manipulação de medicamentos, o farmacêutico é o responsável, aplicando o ensinamento da farmacotécnica e das boas práticas de manipulação. Ainda integra algumas comissões hospitalares, como CCIH (comissão de infecção hospitalar) e CFT (comissão de farmácia e terapia).

#### Farmácia de manipulação ou farmácia magistral
O farmacêutico magistral utilizando-se de seus conhecimentos de farmacotécnica, é o responsável pela manipulação de medicamentos nas farmácias magistrais, de manipulação ou também conhecidas como galênicas.
Respeitando as normas de boas práticas de manipulação (publicada por autoridades sanitárias), produz medicamentos que têm como grande atrativo a possibilidade de serem obtidos de forma personalizada (tanto na dose, quanto na forma farmacêutica), e poder alterar componentes, de fórmulas industrializadas, que causem alergias em alguns pacientes.

#### Alimentos e bromatologia

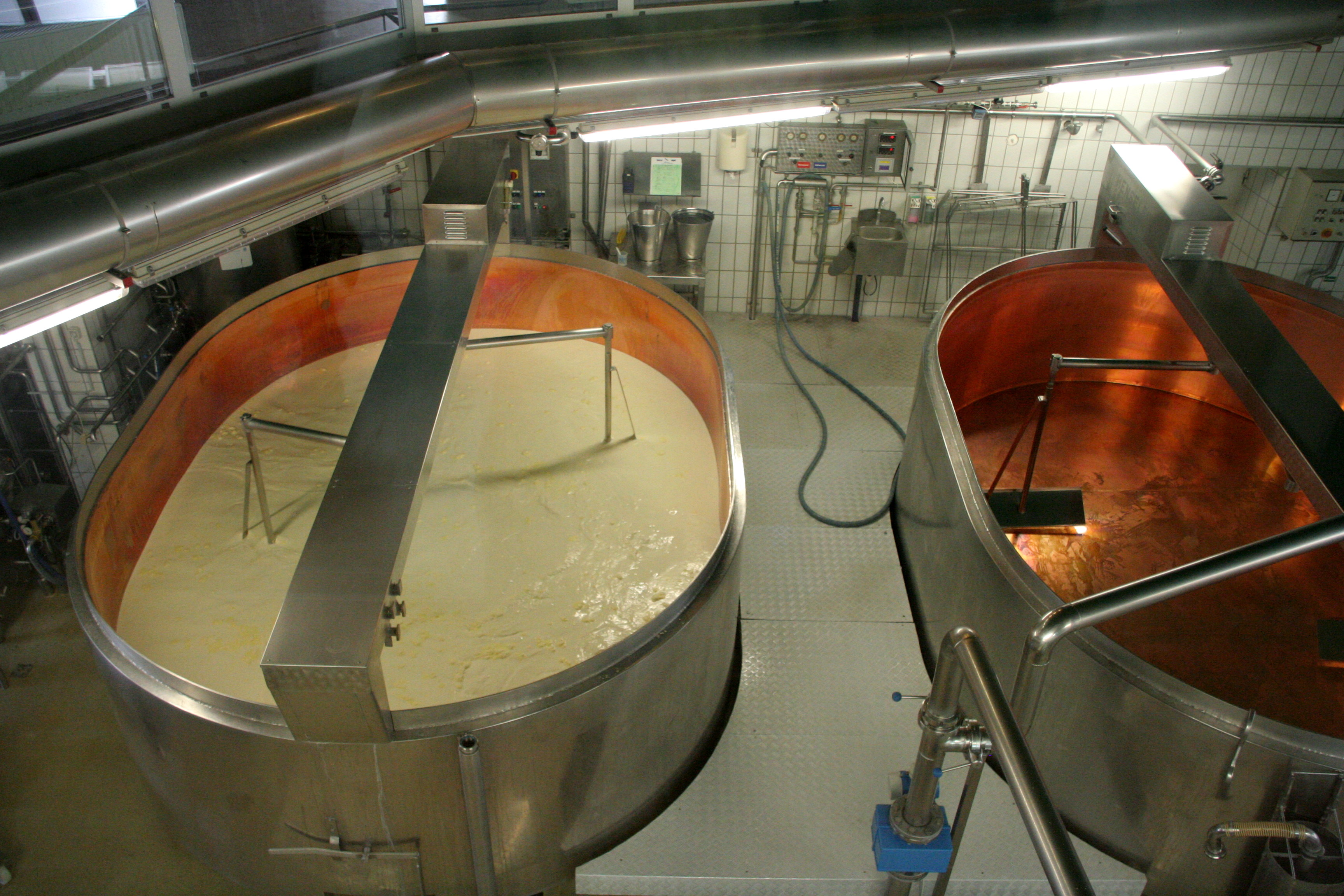
Indústria de fabricação de queijo, um possível local de trabalho do farmacêutico.

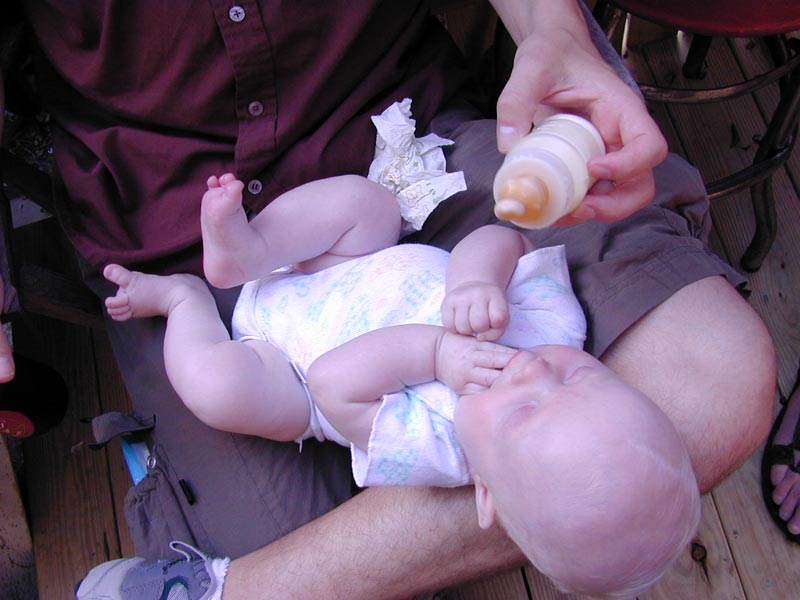
Criança sendo alimentada com leite vitaminado - produto da bromatologia.

O farmacêutico que atua na área de alimentos normalmente exerce suas atividades nas indústrias de alimentos. Várias são as funções que competem aos farmacêuticos, entre elas: desenvolver métodos de obtenção de produtos alimentares para uso humano e veterinário, análise bromatológica e toxicológica, realização de controle microbiológico, químico e físico-químico das matérias-primas e produtos acabados, atuação no desenvolvimento, produção e controle de qualidade de alimentos, processos fermentativos, nutracêuticos e alimentos de uso enteral e parenteral, atuação na normatização e fiscalização junto à vigilância sanitária de alimentos.
A área de indústria de alimentos não é privativa dos farmacêuticos e outros profissionais podem atuar nesta área.
O farmacêutico bromatologista é aquele que estuda alimentos. Geralmente trabalham em laboratórios de controle de qualidade, inspeção, vigilância sanitárias, desenvolvimento de novos produtos, setor produtivo de indústrias, instituições de pesquisa como universidades e órgãos públicos.
O início da atuação farmacêutica na área alimentícia no Brasil tem início em laboratórios do governo estaduais, onde executa análises bromatológicas químicas. Em 1892 foi criado o Instituto de Análises Químicas e Bromatológicas de São Paulo, depois chamado de Instituto Adolfo Lutz e do Laboratório Bromatológico no Rio de Janeiro. Era feito o controle de bebidas, medicamentos e alimentos.
O ensino, iniciou-se em 1911, até este ano os farmacêuticos aprendiam sozinhos o desempenho das funções em bromatologia nos laboratórios oficiais.
Um exemplo de sucesso na história é o farmacêutico alemão Henri Nestlé (Heinrich Nestlé), criador da farinha Nestlé e fundador da empresa multinacional Nestlé. Henri, formulou uma farinha à base de leite de vaca em 1867, para o filho de um amigo que negava o leite materno, e esta revelou-se bastante nutritiva.

#### Cosmetologia

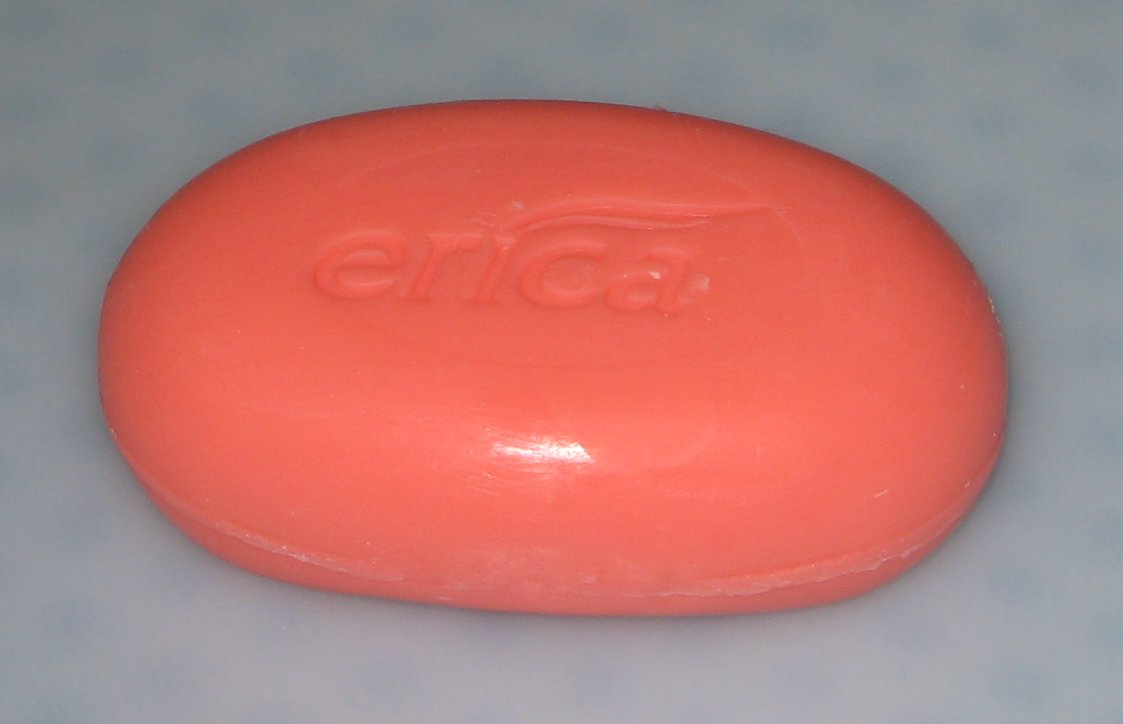
Um sabonete, produto que pode ser desenvolvido por farmacêuticos.

Na cosmetologia, o farmacêutico cosmetólogo utiliza as habilidades extraídas da farmacotécnica e anatomia, para o desenvolvimento de cosméticos adequados, que diminuam a incidência de alergias e aumentem a qualidade dos produtos, segundo suas funções. Assim, é possível atuar em farmácias magistrais e também na indústria.
São desenvolvidos e/ou avaliados produtos para tratamento das unhas (esmaltes, removedores, etc), da pele (cremes, loções, óleos, desodorantes, perfumes, protetores solares), para os cabelos (shampoos, cremes de tratamento), entre outros.

#### Segurança do trabalho

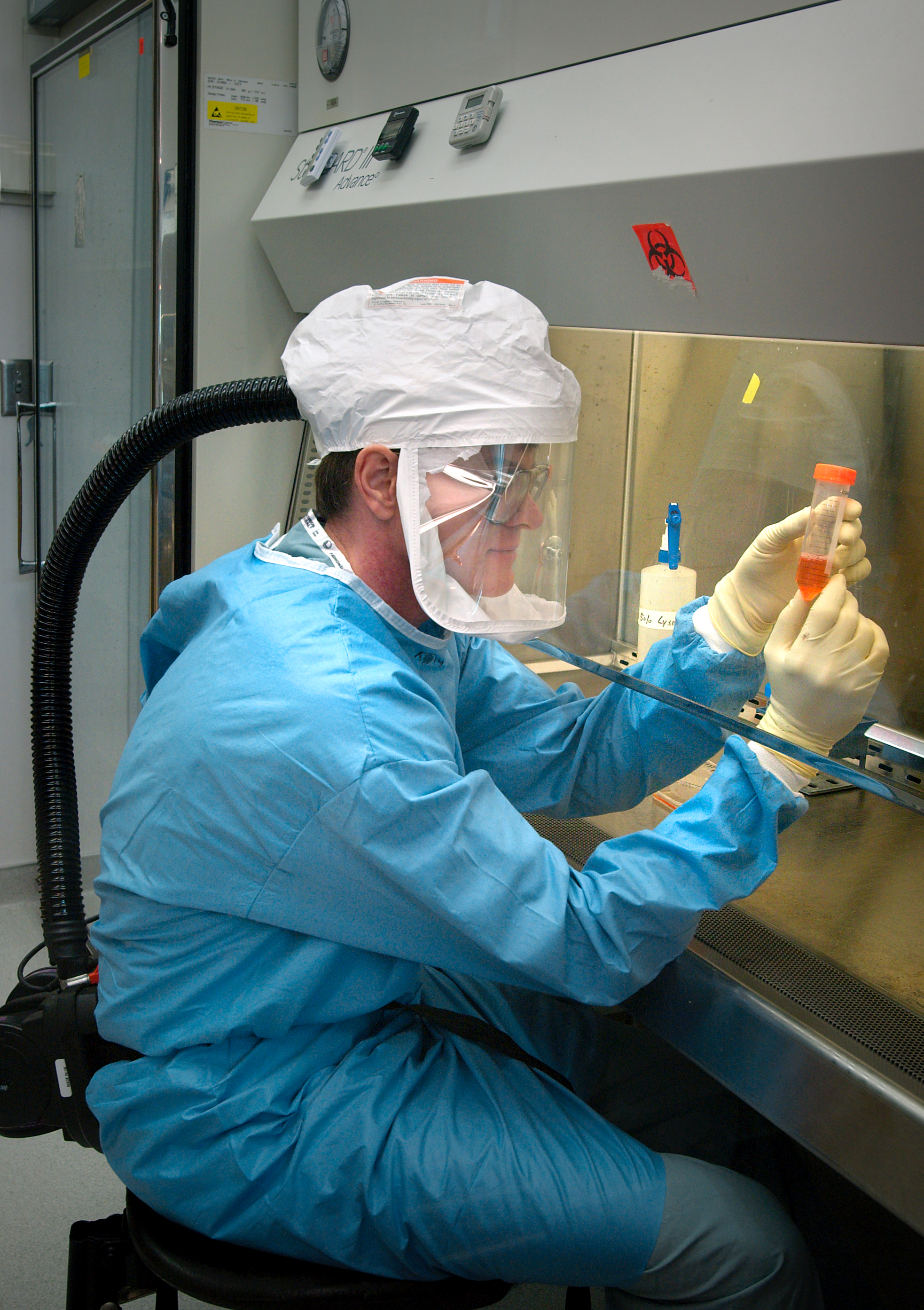
Profissional paramentado com EPI's.

Também, relacionado ao ramo industrial, o farmacêutico em segurança do trabalho pode atuar na toxicologia ocupacional, na segurança de trabalhadores expostos a metais como chumbo, mercúrio, cadmio, arsênio, solventes, gases e vapores asfixiantes, agrotóxicos, entre outros. Os riscos ocupacionais também podem ser oriundos de organismos vivos como bactérias e vírus.
Neste ramo de atividade, o farmacêutico que atua em laboratórios, deve estabelecer a rotina correta para os profissionais trabalharem cuidando de sua saúde. Assim ele fiscaliza o uso de equipamentos de proteção individual (EPI's) e utilização segura dos equipamentos, utilizando os procedimentos operacionais padrão, conhecidos como POP's. Dentro deste contexto, ele também tem condições de avaliar a contaminação do ambiente de trabalho.

#### Toxicologia

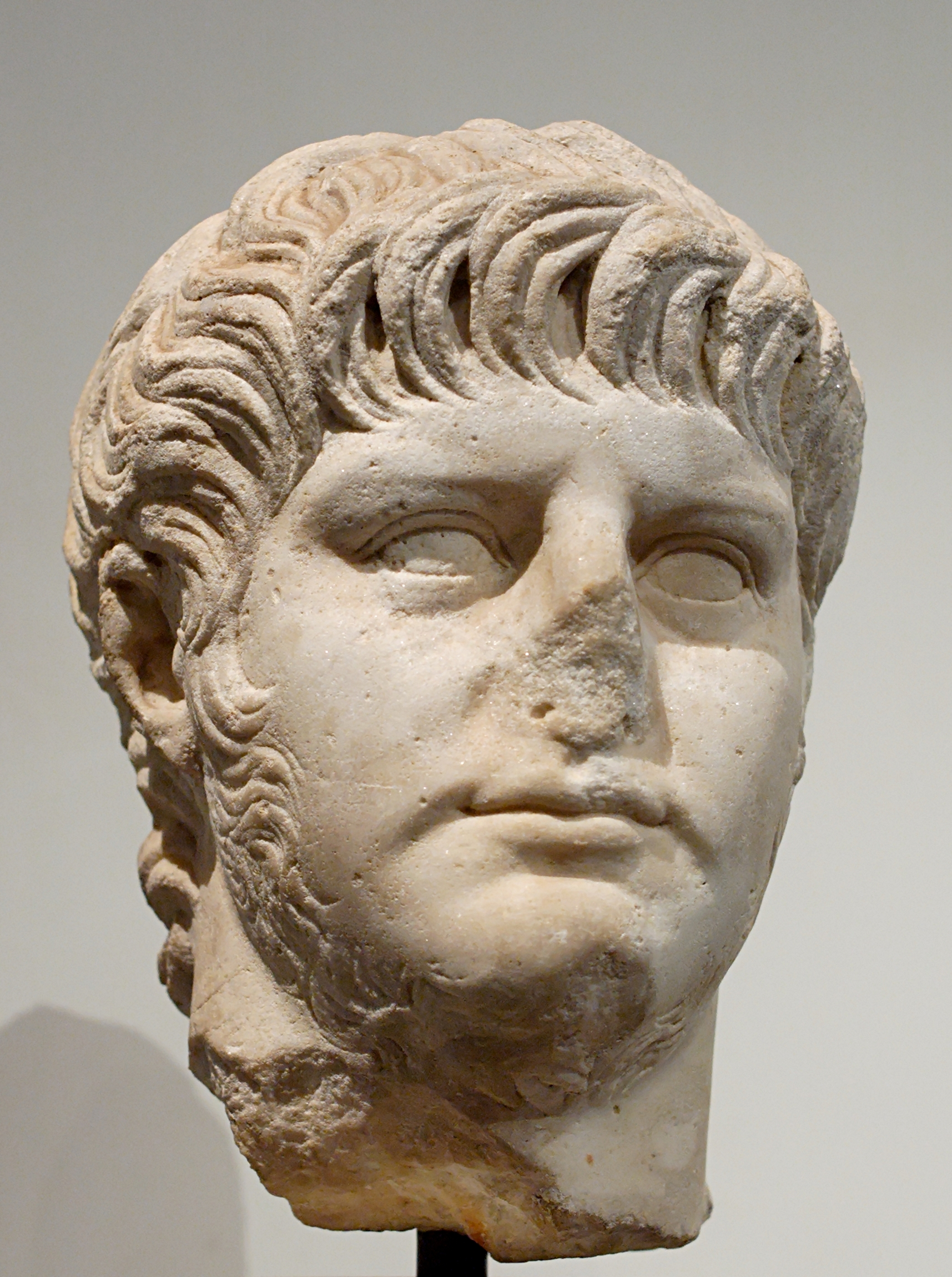
Busto de Nero - o imperador romano usou cianureto para matar membros indesejáveis de sua família.

A toxicologia anda ao lado da própria história da civilização. Desde tempos remotos, o homem possuía conhecimentos sobre efeitos tóxicos de uma série de plantas e toxinas animais. O Papiro de Ebers, datado de 1500 a.C, já registrava uma sequência de 800 ingredientes ativos, como por exemplo, os metais cobre e chumbo, venenos animais e muitos vegetais tóxicos.
De um modo geral, a toxicologia abrange os campos de atuação em toxicologia clínica, toxicologia analítica, toxicologia experimental e toxicologia forense.
A toxicologia para o farmacêutico-bioquímico abrange uma vasta área de atuação. De importância, vale destacar entre outras as áreas de toxicologia ambiental, ocupacional, de medicamentos, cosméticos e social.
A toxicologia ambiental tem como estudo o efeito dos tóxicos contaminantes do ambiente interagindo com os organismos humanos. A toxicologia de alimentos contempla e avalia as condições de consumo dos alimentos e se podem ser ingeridos ou não. Já a toxicologia social, estuda os efeitos nocivos causados por uso abusivo e não médico de drogas e medicamentos.

#### Imunologia
O farmacêutico imunologista atua no desenvolvimento de vacinas e medicamentos que auxiliam no combate a invasores e perturbadores do sistema imune. No auge da Influenza A (H1N1) de 2009, a União Europeia, reuniu grupos farmacêuticos para debater o desenvolvimento de táticas contra a evolução do vírus.
São muitos os exames realizados nesta área, como por exemplo a dosagem das imunoglobulinas IgG, IgM e IgA; Prova de Schick; títulos de iso-hemaglutininas (antiA e antiB); contagem e morfologia dos linfócitos; raios-X do timo; provas cutâneas de sensibilidade retardada; leucometria global; prova da redução do nitroblue tretrazolium; dosagem do complemento hemolítico; dosagem de C3; contagem de linfócitos B e T; entre outros.

#### Farmácia comercial

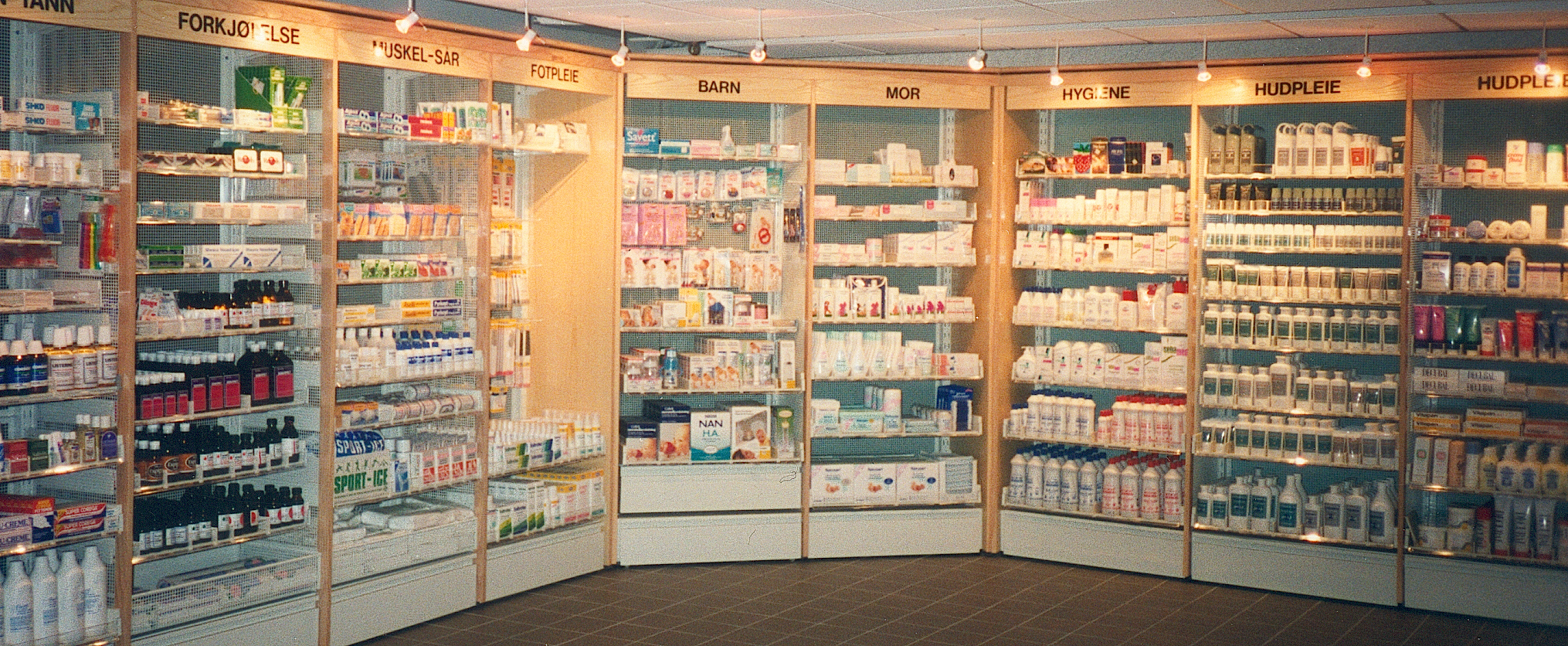
Local de atuação do farmacêutico comercial.

O farmacêutico comunitário é aquele que atende o paciente ou utente diretamente no balcão de uma farmácia comunitária, drogaria, ambulatório ou serviço de atenção primária.
Ele analisa a conformidade das prescrições e dispensando os medicamentos, seguido de orientações quanto ao uso racional dos fármacos e adesão à terapêutica. Realiza ainda ações de atenção farmacêutica ou acompanhamento farmacoterapêutico.
O farmacêutico comercial é o corresponsável pela qualidade dos medicamentos dispensados, obedecendo desta maneira, as boas práticas de armazenamento e dispensação.
Tem a função, ainda, de escriturar o livro de registro de medicamentos controlados ou sistema informatizado, prestando contas às autoridades sanitárias, embora em Portugal, este procedimento esteja praticamente ultrapassado, em virtude das farmácias comunitárias possuírem sistemas informáticos creditados pelo Infarmed - I. P.(Portugal) (Autoridade Nacional do Medicamento e Produtos de Saúde, Instituto Público), e pela Anvisa (Brasil) (Agência Nacional de Vigilância Sanitária) o que permite dispensar o livro de registos.
A Legislação Brasileira obriga todo local de dispensação de medicamentos ter um farmacêutico responsável durante o período de funcionamento do estabelecimento. No Brasil, podem prescrever medicamentos isentos de prescrição médica.

#### Indústria de medicamentos
O farmacêutico industrial é um profissional que atua na indústria farmacêutica, sendo atribuídas a ele funções que englobam desde a compra de matérias primas para a produção de medicamentos até a etapa final de embalagem e expedição dos produtos fabricados.
Dentre as áreas da cadeia de produção de medicamentos podemos citar também os setores de controle de qualidade, supervisão de produção, desenvolvimento de novos produtos, garantia da qualidade, assuntos regulatórios e farmacovigilância (serviço de atendimento ao cliente) locais onde este profissional deve atuar. São também atribuições o aperfeiçoamento dos processos fabris vigentes e o desenvolvimento de novos fármacos.
As terapêuticas disponíveis pela indústria farmacêutica estão listadas, no Brasil, pelo Dicionário de Especialidades Farmacêuticas (DEF), onde, no qual, ainda estão os endereços e números de telefone dos Serviços de Atendimento ao Consumidor (SAC) e endereços dos respectivos laboratórios.
O Conselho Federal de Farmácia é o órgão oficial do Brasil que fiscaliza esta atividade. Além deste órgão, a Agência Nacional de Vigilância Sanitária e o Ministério da Saúde legislam sobre as atividades inerentes a esta profissão.

#### Educação
O farmacêutico professor atua em instituições de ensino superior, ministrando as disciplinas de farmacologia, farmacocinética, farmacognosia, farmacotécnica, química orgânica, química farmacêutica dentre outras. Atua também com pesquisador dentro das universidades. A maioria dos farmacêuticos professores possuem mestrado e/ou doutorado em suas áreas de atuação.

#### Transporte e distribuição

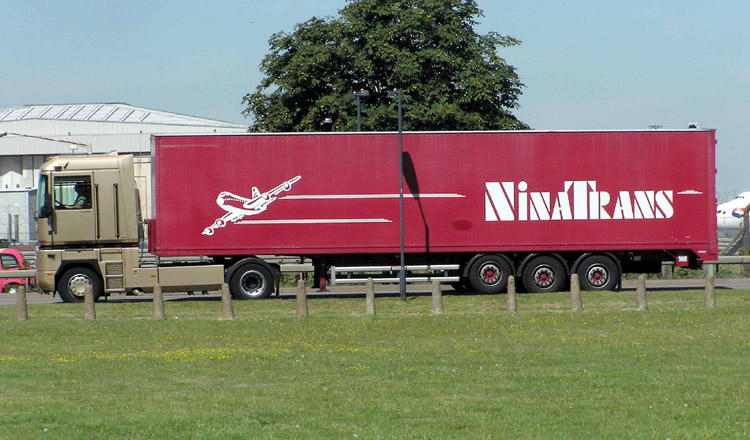
Transporte de medicamentos e produtos de saúde, área de atuação do farmacêutico.

A preocupação das agências de saúde, estipulou a obrigatoriedade do farmacêutico nas distribuidoras de produtos farmacêuticos, farmoquímicos e produtos de saúde.
O trabalho consiste em fiscalizar a carga e descarga dos produtos; a temperatura correta do veículo; controle da umidade; controle de pragas e vetores de doença; documentação necessária; validade, lote, armazenamento, automação, etc.
Alguns medicamentos e outros produtos de saúde são alterados, devido a má qualidade no seu transporte. Os fatores que mais influenciam, são a luz, o calor, a umidade e o contato com contaminantes. Assim, o farmacêutico das áreas de transporte organiza e implanta o manual de boas práticas de transporte de acordo com a legislação vigente.

#### Homeopatia

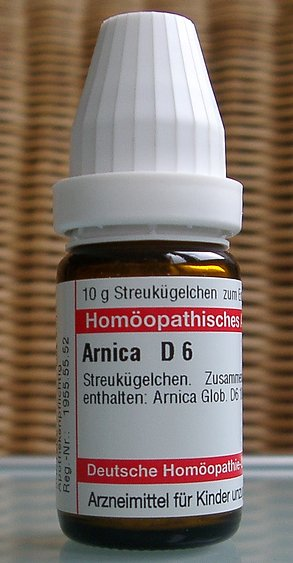
Medicamento homeopático, produzido exclusivamente por farmacêuticos.

Homeopatia é um método terapêutico que baseia-se nos princípios estabelecidos por Christian Friedrich Samuel Hahnemann: cura pelos semelhantes, experimentação na pessoa sadia, doses infinitesimais e medicamento único. E desenvolvido por outros inúmeros cientistas como Hering, Kent, Gathak, Mazzi Elizaldi, Flora Dabbah, Margareth Tyler, Juan Gomes entre outros.
O farmacêutico homeopata produz medicamentos homeopáticos, nas diferentes escalas, métodos e formas farmacêuticas, receitados pelo médico, dentista ou veterinário homeopata, além da orientação aos pacientes, quanto ao uso racional, cuidados e importância da prescrição médica.

#### Vigilância Sanitária
São as ações de fiscalização onde o farmacêutico pode atuar. É proporcionar o controle de qualidade de atendimento, fiscalizar os medicamentos vendidos, verificar se os estabelecimentos seguem as normas, entre outras ações de monitoramento.

#### Acupuntura

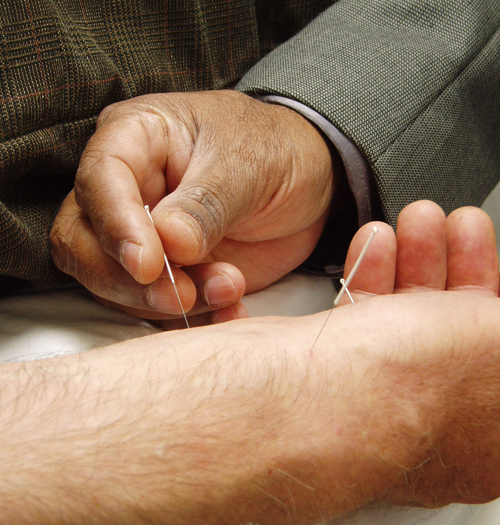
Homem praticando a acupuntura. Mais uma das habilidades de um farmacêutico.

O farmacêutico acupunturista irá utilizar os princípios da acupuntura para realizar o equilíbrio energético do corpo. Através, geralmente, da inserção de agulhas em locais pré-determinados irá promover o bem estar no paciente. Para tanto, na sua formação, o farmacêutico recebe informações das matérias como anatomia, fisiologia, endocrinologia, bioquímica e demais elementos do seu currículo, sendo aperfeiçoadas posteriormente por um curso específico que o habilita em acupuntura.

## Organização mundial
Mundialmente os farmacêuticos são representados pela Federação Internacional Farmacêutica (FIP).

## Áreas de atuação[45][46]
Dentre as áreas de atuação estão:
- Acupuntura - O profissional depois de realizar o curso específico de formação em acupuntura, poderá atuar adequadamente habilitado e realizar esta prática de acordo com as normas estabelecidas pela legislação.
- Administração de laboratório clínico - Nas análises clínicas, o farmacêutico pode gerenciar um laboratório. No Brasil existem mais de 5500 laboratórios onde os proprietários são farmacêuticos.
- Administração farmacêutica - Desenvolve o uso correto do medicamento.
- Administração hospitalar - No decorrer de sua carreira, este possui conhecimentos sobre saúde pública, economia, administração, entre outros, o que o tornam apto para administrar um hospital.
- Análises clínicas - Além de gerenciar laboratórios, o farmacêutico possui conhecimentos em hematologia clínica, bioquímica, morfologia celular e outros para o exercício desta função.
- Assistência domiciliar em equipes multidisciplinares - Parte da assistência farmacêutica, onde temos o profissional realizando serviços de Saúde da Família.
- Atendimento pré-hospitalar de urgência e emergência - Em serviços de emergência, a atuação do farmacêutico pode evitar mortes, onde este, devidamente orientado pelo médico, prestará o auxílio medicamentoso necessário.
- Auditoria farmacêutica - Verifica se a indústria, farmácia, laboratório, etc, estão dentro das normas exigidas pela legislação.
- Bacteriologia clínica - Detecta bactérias através de meios de cultura, identifica e faz laudos sobre os achados.
- Banco de cordão umbilical - Utilização das células-tronco do cordão umbilical, importante para pacientes que necessitam de medula óssea.
- Banco de leite humano - O farmacêutico atua nas técnicas de conservação e testes laboratorias em bancos de leite.
- Banco de sangue - Coleta, transportes e testes realizados no sangue, para sua posterior utilização.
- Banco de sêmen - Conservação, testes da bioquímica do sêmen.
- Banco de órgãos - Conservação, testes bioquímicos e outras análises.
- Biofarmácia - Estudos de bioequivalência e correlacionar a farmacocinética com a eficácia terapêutica.
- Biologia molecular
- Bioquímica clínica - Pode realizar a bioquímica do sangue, hemograma, bioquímica da urina, e outros.
- Biotecnologia
- Bromatologia - Analisa a qualidade dos alimentos e desenvolve produtos mais nutritivos e saudáveis.
- Citologia clínica - Estudo das células na clínica; Observa se as células apresentam alguma anormalidade morfológica.
- Citoquímica - Estuda os processos químicos que ocorrem nas células.
- Controle de qualidade e tratamento de água, potabilidade e controle ambiental - Nas indústrias a qualidade da água é um fator essencial para a qualidade dos produtos, como exemplo podemos citar os injetáveis.
- Controle de vetores e pragas urbanas - Nesta área o farmacêutico estabelece uma rotina para exterminar uma praga urbana.
- Engenharia Biomédica
- Engenharia Cosmética (Cosmetologia) - Estudo dos cosméticos, formas de preparo, avaliação química, desenvolvimento, controle de qualidade, etc.
- Engenharia Farmacêutica
- Exames de DNA
- Farmacêutico na análise físico-química do solo
- Farmácia antroposófica
- Farmácia clínica
- Farmácia comunitária - nos postos de saúde, clínicas médicas, entre outros.
- Farmácia de dispensação
- Fracionamento de medicamentos - Vital para a economia e utilização racional do medicamento.
- Farmácia dermatológica - Elabora e dispensa cosméticos para serem utilizados na pele.
- Farmácia homeopática - Dispensa e orienta sobre produtos homeopáticos.
- Farmácia hospitalar - É a farmácia com função de atender pacientes internados ou de emergência, onde os cuidados e restrições são especiais.
- Farmácia industrial - Produção de medicamentos, alimentos humanos e animais.
- Farmácia magistral - manipulação de fórmulas.
- Farmácia nuclear (radiofarmácia) - Manipulação de radiofármacos utilizados para diagnóstico de câncer ou no tratamento do mesmo.
- Farmácia oncológica - Produtos específicos para pessoas afetadas pelo câncer.
- Farmácia pública - Farmácias dos governos federais, estaduais e municipais.
- Farmácia veterinária - Produtos específicos para animais.
- Farmácia-escola
- Farmacocinética clínica - Doseamento de fármacos no plasma humano, sendo ferramenta para avaliar a eficácia ou toxicidade em pacientes hospitalizados
- Farmacoepidemiologia - Controle de pragas e vetores de doenças.
- Fitoterapia - Manipulação de medicamentos fitoterápicos na cura de doenças.
- Gases e misturas de uso terapêutico - Manipulação de substâncias gasosas. Alguns destes gases são usados na anestesia.
- Genética humana - Estudos realizados na maioria das vezes por meio de técnicas moleculares.
- Gerenciamento de resíduos dos serviços de saúde - O farmacêutico cuida dos materiais descartados, com atenção especial para evitar a contaminação do meio ambiente.
- Hematologia clínica - Bioquímica do sangue solicitada pelos médicos auxílio na investigação de doenças.
- Hemoterapia - Atuação em banco de sangue.
- Histoquímica - Análise química dos tecidos.
- Imunoquímica
- Imunogenética
- Histocompatibilidade
- Imunologia clínica - Testes imunológicos reclamados pela clínica médica.
- Imunologia
- Meio ambiente, segurança no trabalho, saúde ocupacional e responsabilidade social
- Micologia clínica - Diagnóstico laboratorial de fungos e leveduras.
- Microbiologia clínica - Diagnóstico laboratorial de patógenos.
- Nutrição parenteral
- Parasitologia clínica - Identifica parasitas em amostras de fezes.
- Perfusão Extracorpórea
- Saneantes Domissanitários
- Saúde Estética - Constituem-se atividades do farmacêutico em estabelecimentos de saúde estética.
- Saúde pública - Em farmácias de postos de saúde, hospitais, ambulatórios. Assim como na prevenção de doenças.
- Toxicologia clínica
- Toxicologia ambiental - Estuda a contaminação tóxica de ambientes.
- Toxicologia de alimentos - Realiza testes bromatológicos, determina quantidades viáveis de constituintes para alimentos, etc.
- Toxicologia desportiva - Busca desvendar casos de doping, ou uso abusivo de substâncias por atletas.
- Toxicologia farmacêutica - Estuda as relações tóxicas de medicamentos e fármacos no organismo humano ou animal
- Toxicologia forense - Investigação de overdoses, mortes por decorrência de produtos químicos, além de diversas outras análises.
- Toxicologia ocupacional - Estuda a toxicologia dos trabalhadores e seu lugar de trabalho.
- Toxicologia veterinária - Estuda as substâncias tóxicas que afetam os animais, assim como sua alimentação.
- Vigilância sanitária - Fiscalização de estabelecimentos que devem seguir normas da vigilância sanitária do país.
- Virologia clínica - Detecção e identificação de vírus causadores de doença.

No setor público
- Militar
- Fiscal sanitário
- Auditor em saúde
- Perito criminal
- Universidades Federais e Estatuais
- Hospitais
- Postos de Saúde